# Teide
Vous lisez un « article de qualité » labellisé en 2021.
Le Teide (en espagnol el Teide) est un stratovolcan situé sur l'île de Tenerife, dans l'archipel des îles Canaries, à l'ouest des côtes de l'Afrique du Nord. Avec une altitude de 3 715 m, c'est le point culminant de l'Espagne, le plus haut sommet de l'océan Atlantique et la troisième plus haute structure volcanique au monde (mesurée depuis le plancher océanique).
Le volcanisme des îles Canaries et du Teide est dû à la présence d'un point chaud. La formation de Tenerife commence il y a 12 Ma, mais le volcanisme sur l'île est toujours actif, l'éruption la plus récente datant de 1909. La formation de l'édifice du Teide commence il y a 200 000 ans, immédiatement après l'effondrement vers le nord d'un édifice volcanique plus ancien, formant la caldeira asymétrique de las Cañadas. Du fait de la différenciation magmatique, les laves du Teide sont felsiques (typiquement de la phonolite) et les éruptions sont relativement explosives. Sa dernière éruption remonte approximativement à l'an 800, les éruptions plus récentes sur l'île étant dues aux rifts radiaux et étant majoritairement effusives. Cependant, le risque d'une éruption du Teide n'est pas écarté, et une activité sismique accrue en 2004 a encouragé le gouvernement à augmenter la surveillance volcanologique, une éruption explosive pouvant avoir des conséquences très sévères sur cette île très peuplée et très touristique.
Si l'île de Tenerife bénéficie des apports humides des alizés, la présence d'une couche d'inversion bloque l'humidité aux basses altitudes, et le Teide et sa caldeira ont donc un climat aride, avec des précipitations principalement hivernales. Ce climat particulier, conjugué à l'isolement de l'île, a permis à une faune et flore uniques de se développer, avec un haut degré d'endémisme. Le paysage est dominé par des buissons arrondis, qui disparaissent peu à peu avec l'altitude, laissant place à un sol essentiellement nu au sommet.
Les éruptions explosives du Teide expliquent probablement le nom Echeide (« l'enfer ») attribué par les premiers habitants de l'île, les Guanches. Malgré les risques, les Guanches font paître leur bétail tous les ans dans la caldeira durant la saison estivale, selon un schéma caractéristique de la transhumance. Ils utilisent alors au mieux ce qu'offre le paysage volcanique, utilisant les formations rocheuses comme abris ou comme cachettes et exploitant l'obsidienne pour en faire des outils tranchants. La situation change fondamentalement assez peu avec la colonisation espagnole, les colons s'inspirant des adaptations guanches à la vie sur l'île. Cependant, avec le temps, de nouvelles formes d'exploitation du volcan se développent, avec l'extraction de la ponce et du soufre. Au cours du XVIIe siècle et surtout du XVIIIe siècle, le Teide attire l'attention des scientifiques européens. Une des premières priorités est la mesure précise de l'altitude du pic, point de repère très important pour la navigation, et souvent considéré à tort à l'époque comme plus haut sommet sur Terre. Par la suite, ce sont surtout les géologues et naturalistes qui s'intéressent au volcan, et le Teide a une influence déterminante sur l'évolution de ces sciences à l'époque. Vers la fin du XIXe siècle, la région s'impose comme une destination importante auprès des touristes étrangers. En 1954, le Teide et sa caldeira sont classés parc national, puis en 2007 patrimoine mondial.

## Toponymie

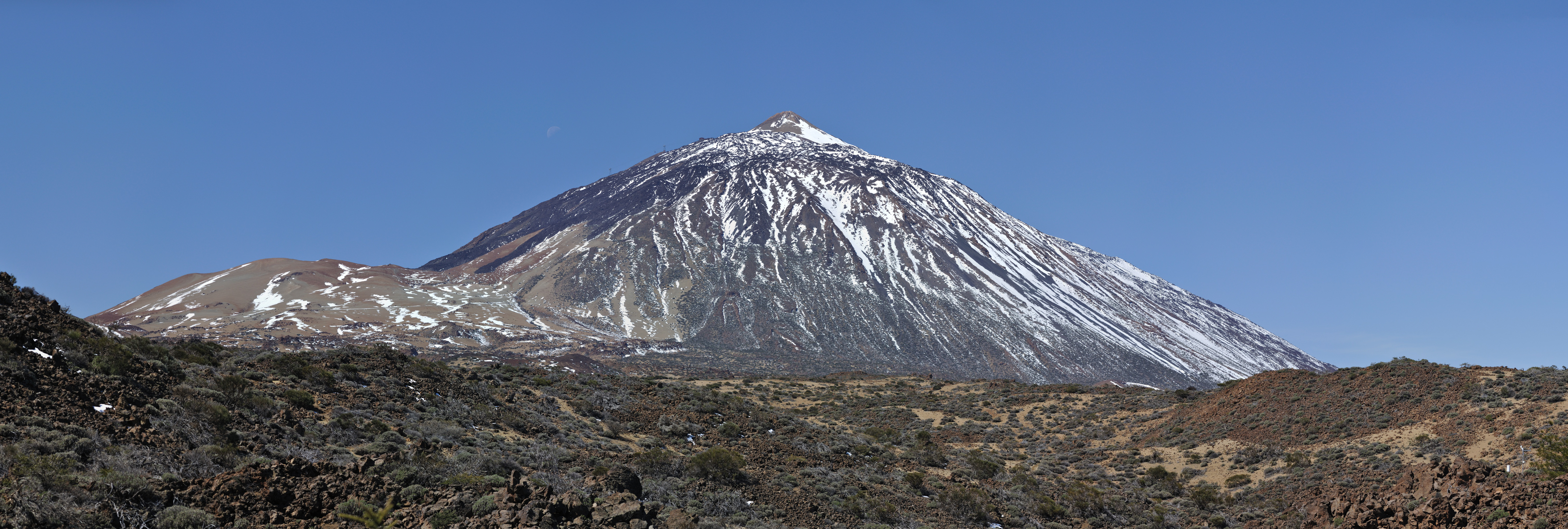
Face nord-est du Teide.

Le Teide est aussi appelé « pic du Teide » ou encore « pic de Teide », en espagnol : Pico del Teide. Dans cette langue, il est aussi appelé Pitón de Azúcar ou Pan de Azúcar en raison de sa ressemblance avec un pain de sucre. Il a été appelé anciennement « pic de Ténériffe ».
Le terme « Teide » proviendrait du terme guanche echeide qui signifie « enfer ». En effet, pour les premiers habitants des îles Canaries, le volcan et ses environs étaient interdits d'accès. Une autre étymologie dans cette langue donne pour signification « montagne enneigée ».

## Géographie

### Situation
Le Teide se trouve sur l'île de Tenerife, la plus grande des îles de l'archipel des Canaries située elle-même dans l'océan Atlantique, à 290 km au nord-ouest des côtes du Sahara occidental. Le volcan est situé en position centrale dans l'île de Tenerife. Administrativement, les îles Canaries sont une communauté autonome du royaume d'Espagne, et plus spécifiquement, le Teide est rattaché à la commune de La Orotava dans la province de Santa Cruz de Tenerife.

### Topographie

Vue satellite tournante avec le volcan au centre.

Avant l'existence de mesures fiables, le pic du Teide a pendant longtemps été considéré comme la plus haute montagne sur Terre par les Européens. En réalité, il culmine à 3 715 m d'altitude, ce qui en fait le point culminant de l'île de Tenerife, mais aussi de tout l'archipel des îles Canaries, de l'Espagne et de l'océan Atlantique. En outre, s'il est mesuré depuis le plancher océanique sur lequel l'île repose, il dépasse 7 000 m, ce qui en fait la troisième plus haute structure volcanique au monde après le Mauna Loa et le Mauna Kea, tous deux sur l'île d'Hawaï.
La morphologie du mont est marquée par son histoire volcanique longue et complexe. Il repose sur la caldeira de las Cañadas, une dépression asymétrique de 15 km de diamètre en forme de fer à cheval ouverte vers le nord. Le plancher de la caldeira varie entre 2 000 et 2 200 m d'altitude, alors que ses parois s'élèvent au sud jusqu'à 2 717 m au niveau de la Montaña de Guajara. Au nord, les pentes du Teide continuent directement jusqu'à l'océan, avec cependant une rupture de pente aux alentours de 2 000 m d'altitude. Le volcan du Teide lui-même peut être décrit comme un cône volcanique de 8 km de diamètre à sa base, avec des pentes assez élevées, approximativement 20 à 40° pour un volume total de 150 à 200 km3. Le sommet est marqué par un petit cratère, appelé El Pitón formant une ouverture de 100 m de diamètre et 30 m de profondeur. Sur les pentes à l'ouest du sommet principal, se dégage un cratère secondaire appelé Pico Viejo. Ce cratère est beaucoup plus vaste, avec un diamètre de 800 m et une profondeur de 140 m. Il culmine à 3 134 m, mais avec une faible hauteur de culminance, ne s'élevant que d'une centaine de mètres au-dessus des pentes du volcan principal. En dehors de ces deux sommets principaux, le relief du Teide présente aussi quelques évents volcaniques, formant des élévations locales, dont les plus marquées sont Roques Blancos, Pico Cabras, et Montaña Blanca, situées près de la base du Teide.
Les pentes du Teide sont parcourues par des ravines (Barrancos) radiales. Cependant, la plupart des ravines ont été recouvertes par les coulées de lave récentes, les Lavas Negras, en particulier sur toute la partie nord,. Ainsi, les ravines principales, avec des profondeurs d'environ 100 m, sont situées sur le versant sud : d'est en ouest, il s'agit de Corredor Mario, Corredor La Corbata et Corredor La Bola.

Panorama du Teide depuis les Roques de García.

Carte du Teide et de sa caldeira.

### Géologie

#### La province volcanique des Canaries
Le mont Teide est un stratovolcan créé par les mêmes forces qui ont formé l'ensemble de l'archipel des Canaries. L'archipel est une série d'îles relativement alignées selon un axe ouest-est, mais il se prolonge vers le nord-est par une série de monts sous-marins qui font partie de la même province volcanique des Canaries. Les datations indiquent clairement que l'âge de ces îles évolue d'est en ouest, avec à l'est les îles et monts sous-marins les plus anciens et à l'ouest les îles plus récentes. Ainsi, Fuerteventura et Lanzarote sont les plus anciennes îles avec 20,2 Ma et El Hierro la plus jeune avec 1,1 Ma, mais en comptant les monts sous-marins, on peut remonter jusqu'à 68 Ma pour le mont Lars. L'archipel de Madère, situé non loin au nord des îles Canaries et lui aussi volcanique, présente aussi plusieurs îles et monts sous-marins alignés avec la même direction générale et des dates similaires. Ce motif est cohérent avec un point chaud, le point chaud des Canaries, de façon similaire à l'archipel d'Hawaï, l'archétype des archipels de points chauds. Cependant, il existe de nombreuses différences avec Hawaï. Premièrement, les îles de l'archipel d'Hawaï s'enfoncent rapidement (à l'échelle géologique) dans l'océan, formant des atolls, tandis que le taux de subsidence est insignifiant dans les îles Canaries. Si les îles Canaries s'enfonçaient à la même vitesse que les îles d'Hawaï, le Teide serait actuellement sous la mer. Mais une des différences les plus fondamentales, et qui met en question la théorie du point chaud, est le fait que l'activité volcanique n'est pas restreinte à l'île la plus récente, mais continue sur l'ensemble des îles de l'archipel. Ceci a suscité un intense débat dans la communauté scientifique, qui se poursuit dans une certaine mesure aujourd'hui. Une hypothèse qui permet de concilier ces observations est la présence dans le manteau terrestre d'une cellule de convection qui entraînerait une partie du magma plus vers l'est, activant ainsi les anciennes îles. Selon cette hypothèse, ce magma serait aussi responsable du volcanisme épars au nord-ouest du continent africain jusqu'au sud de l'Espagne.

#### Formation de l'île de Tenerife
Quoi qu'il en soit, la formation de l'île de Tenerife aurait commencé un peu moins de 12 Ma avant le présent (AP). Elle commence par la formation d'un volcan bouclier centré non loin de l'actuel Teide, avec un volcanisme qui perdure jusqu'à environ 8,9 Ma AP. Le volcanisme s'arrête alors, et le volcan subit probablement quelques effondrements en plus des processus d'érosion. Un nouveau volcan bouclier se forme entre 6 et 5 Ma AP, plus à l'ouest, à Teno puis un autre à Anaga, à l'est, entre 4,9 et 3,9 Ma. Ensemble, ces trois volcans boucliers représentent 90 % du volume de l'île de Tenerife. Les laves sont des basaltes, des roches basiques (i.e. ayant un faible taux de silice) et donc très fluides, ce qui explique la forme caractéristique des volcans boucliers.

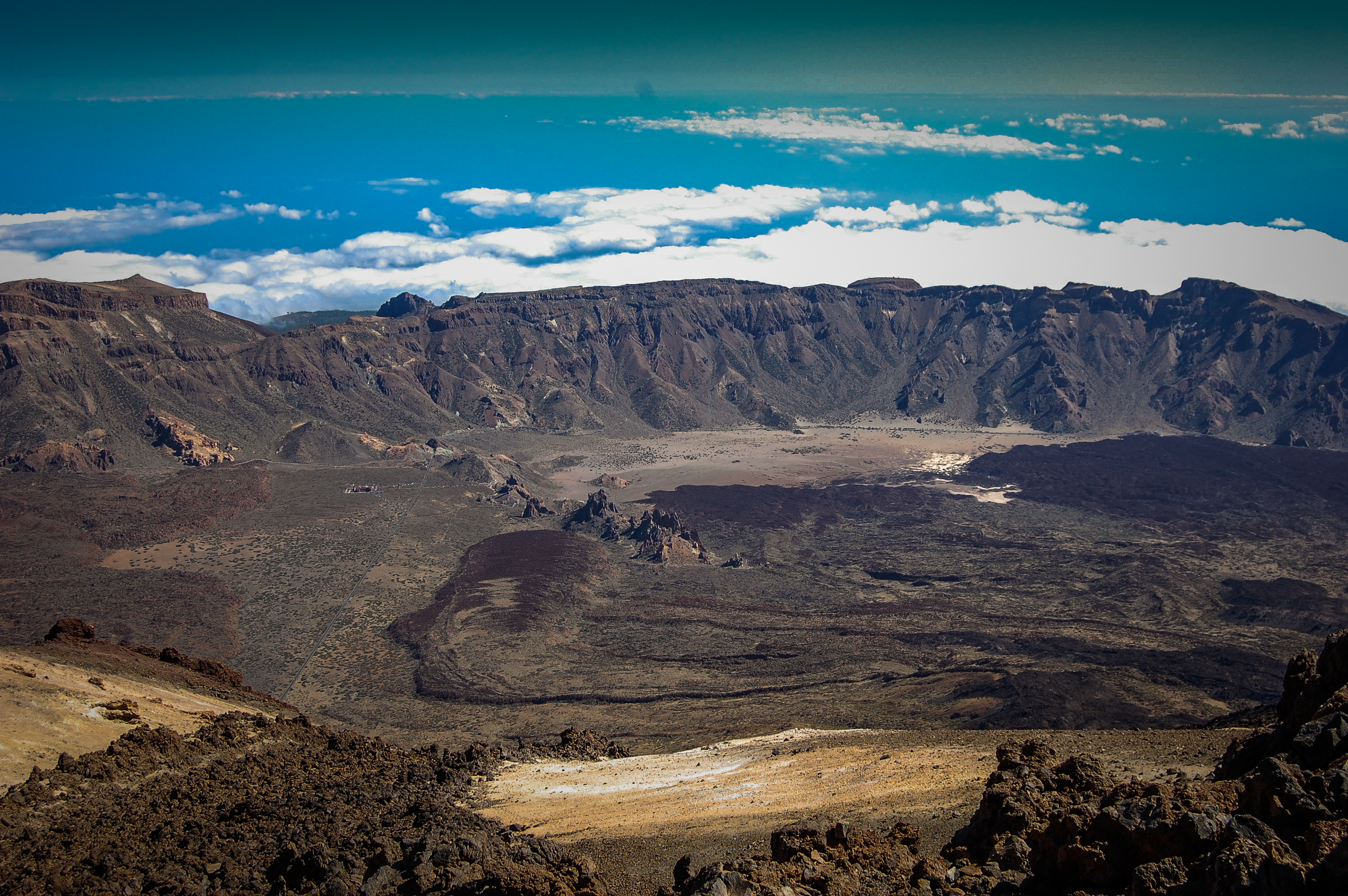
Les falaises de la caldeira marquent le front érodé du glissement de terrain, et sont donc les restes du flanc du volcan Las Cañadas.

Environ 3,5 Ma AP, soit après une pause de près de 5,5 Ma, le volcanisme reprend au niveau du premier volcan bouclier. C'est le début de la phase de réjuvénation, formant le volcan Las Cañadas. C'est aussi à cette période que le volcanisme commence dans les rifts de l'île, formés par les fractures radiales dues à la poussée du magma dans le volcan central. Les éruptions du Las Cañadas sont initialement des laves basiques et fluides, mais elles se différencient avec le temps (trachy-basaltes et phonolites), ce qui donne lieu à des éruptions plus explosives. Les rifts, eux, émettent principalement des laves non différenciées. Mais, environ 200 000 ans AP, le sommet du volcan est emporté dans un gigantesque glissement de terrain vers le nord, formant la caldeira de Las Cañadas. Ces glissements de terrain massifs sont assez fréquents et en partie causés par les fractures des rifts. Outre la caldeira, des glissements de terrain sont aussi responsables de la vallée de La Orotava (environ 600 000 ans AP) et de Güímar (environ 850 000 ans AP).

#### Formation du mont Teide
On appelle le Teide le stratovolcan qui se forme après l'effondrement du volcan Las Cañadas, mais les deux volcans forment en réalité une continuité volcanique. Les premières éruptions du Teide ont lieu immédiatement après le glissement de terrain, c'est-à-dire environ 200 000 ans AP. Il est probable que les grands volumes de lave produits immédiatement après l'effondrement sont causés par la dépressurisation qu'il entraîne. Là encore, les laves sont initialement mafiques, mais à mesure que le Teide croît, les laves du réservoir se différencient et deviennent de plus en plus felsiques. Ainsi, durant les premiers 50 000 ans, les roches sont des basaltes et des basanites, puis pendant environ 100 000 ans, des roches intermédiaires avant d'arriver finalement aux éruptions de phonolites. La formation du Teide est essentiellement terminée 30 000 ans AP. Une seule éruption a eu lieu depuis, formant les Lavas Negras et le cratère sommital en 850 apr. J.-C..

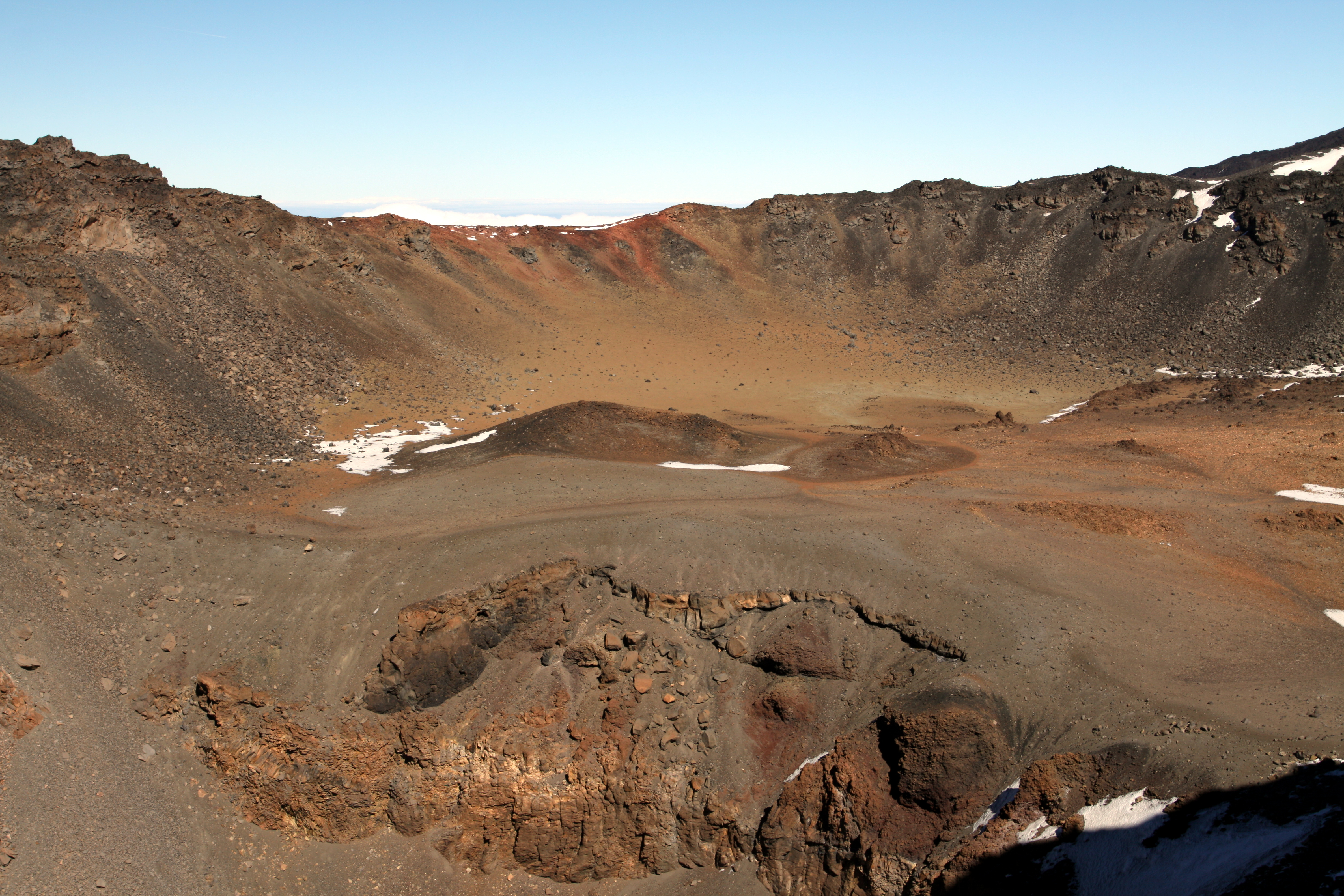
Le cratère de Pico Viejo.

À la place, l'activité volcanique se déplace vers l'ouest pour former un nouveau stratovolcan, sur les flancs même du Teide à une altitude de 3 000 m : Pico Viejo. L'activité volcanique de ce cône adventif s'étend de 27 000 à 17 000 ans AP et subit la même évolution que celle du Teide même, commençant par des laves basaltiques et allant jusqu'aux laves différenciées de phonolite. Certaines des éruptions du Teide et de Pico Viejo sont des éruptions phréato-magmatiques, formant des brèches volcaniques blanchâtres, et interprétées comme l'interaction du volcanisme avec des eaux de fonte des neiges,. En particulier, une de ces éruptions est à l'origine de l'explosion du sommet de Pico Viejo, formant un cratère d'explosion.
Ce déplacement du centre éruptif vers Pico Viejo est expliqué par la trop grande altitude du Teide, les laves ayant des difficultés à monter la chambre magmatique du volcan principal. Cette migration vers l'ouest de l'activité volcanique est aussi évidente par le regain d'activité du rift nord-ouest. Après 17 000 ans AP, Pico Viejo s'éteint à son tour et le volcanisme continue à nouveau par la formation de cônes adventifs en périphérie du volcan principal, une tendance qui continue jusqu'à l'arrivée des premiers habitants de l'île.

### Climat

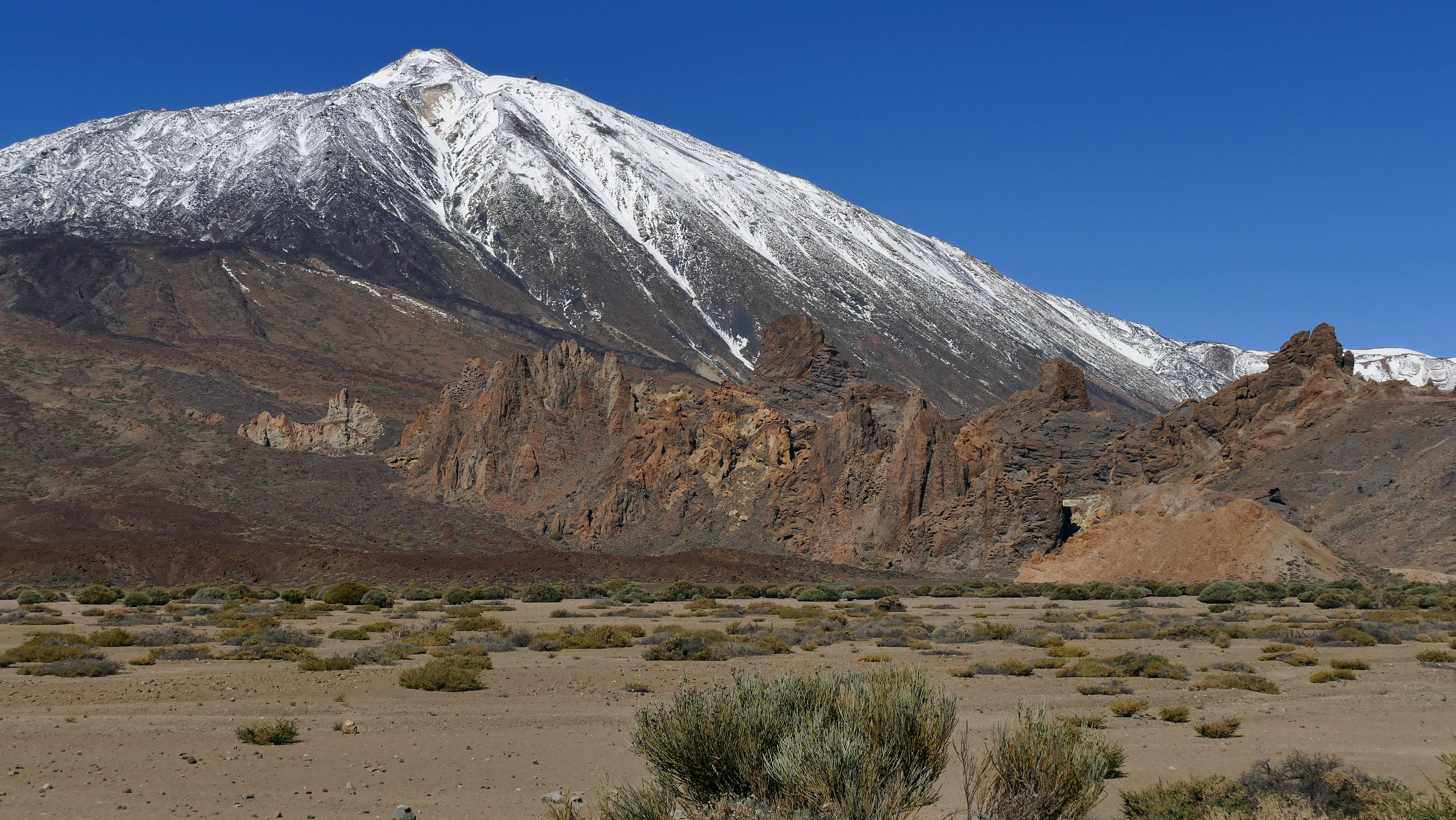
Neige sur les hauteurs du Teide.

Malgré leur position à proximité du Sahara, les îles Canaries ont un climat relativement tempéré. Le taux d'ensoleillement est très élevé en raison des latitudes subtropicales et de la proximité de l'anticyclone des Açores, ainsi qu'un index UV très élevé induit par l'altitude du sommet (supérieur à 11 au cœur de l'été). Cet ensoleillement d'environ 3 450 h par an, est partiellement compensé par le courant des Canaries, un courant océanique relativement froid qui tempère le climat. La situation est cependant très différente au niveau du Teide et de la caldeira. En effet, le climat de Tenerife est marqué par une couche d'inversion autour de 1 000 m d'altitude, isolant les zones de hautes altitudes des influences océaniques présentes aux basses altitudes. Ceci entraîne un climat nettement plus continental au Teide, avec des fortes oscillations de température au cours de la journée (typiquement de l'ordre de 15 °C) et au cours de l'année (pouvant aller de −15 °C en hiver à 30 °C en été).

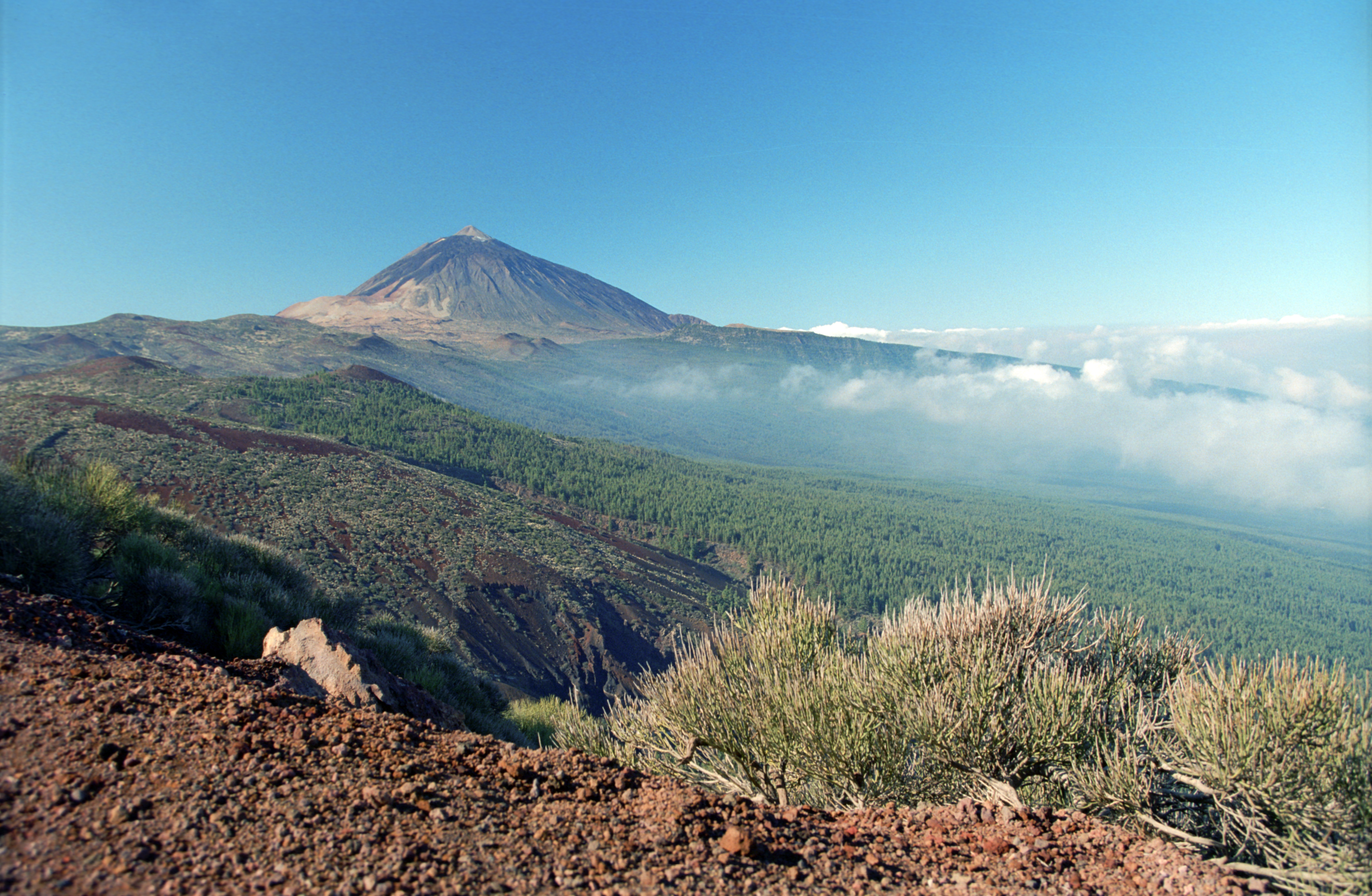
Mer de nuage sur le nord de Tenerife, arrosant la couronne boisée de l'île mais laissant le Teide et sa caldeira dans un climat aride.

L'humidité est aussi très affectée par cette couche d'inversion. Ainsi, la présence de l'anticyclone des Açores au nord-ouest des Canaries en été induit des vents relativement constants (alizés) soufflant du nord-est au sud-ouest. Ces vents se chargent d'humidité en traversant l'Atlantique et vont arroser le nord de l'île Tenerife, formant en particulier une dense couche de nuages entre 800 et 1 600 m d'altitude. Mais là encore, la couche d'inversion empêche ces nuages de s'élever, et le climat est donc très sec au-dessus au niveau du Teide. Ainsi, les précipitations dans la caldeira sont inférieures à 500 mm par an, la majorité tombant en hiver, et au total, environ un tiers se fait sous forme de neige. Les variations peuvent être très importantes d'une année à l'autre. Il arrive cependant que le sommet du Teide soit couvert de nuages orographiques, formant le « chapeau du Teide » (Toca del Teide) qui a probablement été confondu avec les signes d'une éruption par les navigateurs d'antan.
| Mois                                  | jan.      | fév.      | mars      | avril     | mai       | juin      | jui.      | août      | sep.      | oct.      | nov.      | déc.      | année     |
| ------------------------------------- | --------- | --------- | --------- | --------- | --------- | --------- | --------- | --------- | --------- | --------- | --------- | --------- | --------- |
| Température minimale moyenne (°C)     | 1,1       | 1,3       | 2,7       | 3,5       | 5,8       | 9,9       | 14        | 13,8      | 10,4      | 6,9       | 4,5       | 2,4       | 6,4       |
| Température moyenne (°C)              | 4,3       | 4,7       | 6,4       | 7,6       | 10,1      | 14,4      | 18,5      | 18,2      | 14,5      | 10,6      | 7,8       | 5,6       | 10,2      |
| Température maximale moyenne (°C)     | 7,5       | 8         | 10,2      | 11,8      | 14,5      | 18,9      | 23        | 22,6      | 18,6      | 14,3      | 11,1      | 8,8       | 14,1      |
| Record de froid (°C) date du record   | −8 1945   | −9,8 1971 | −9,1 1921 | −8,2 1954 | −5,1 1934 | −1,4 1961 | −0,2 1982 | 1,2 1952  | 0 1970    | −1,9 2012 | −5 1924   | −6,8 1944 | −9,8 1971 |
| Record de chaleur (°C) date du record | 18,3 2010 | 19,9 1987 | 22 1969   | 23 1966   | 26 2001   | 27,7 2008 | 30,4 1995 | 29,6 1988 | 27,2 1966 | 24,6 2019 | 20,8 1999 | 20,1 2015 | 30,4 1995 |
| Nombre de jours avec gel              | 12,3      | 10,3      | 9         | 6,5       | 2,8       | 0         | 0         | 0         | 0         | 0,6       | 3,8       | 8,3       | 53,6      |
| Ensoleillement (h)                    | 226       | 223       | 260       | 294       | 356       | 382       | 382       | 358       | 295       | 259       | 220       | 218       | 3 473     |
| Précipitations (mm)                   | 47        | 67        | 58        | 18        | 7         | 0         | 0         | 5         | 13        | 37        | 54        | 60        | 392       |
| Nombre de jours avec précipitations   | 4,5       | 4         | 4,1       | 2,7       | 1,1       | 0,2       | 0,1       | 0,5       | 1,6       | 3,7       | 4,4       | 5,6       | 33,4      |
| Humidité relative (%)                 | 50        | 54        | 48        | 45        | 40        | 32        | 25        | 30        | 43        | 55        | 54        | 52        | 44        |
| Nombre de jours avec neige            | 2,4       | 2,5       | 2,1       | 0,6       | 0,2       | 0         | 0         | 0         | 0         | 0,2       | 0,6       | 1,6       | 10,2      |
| Nombre de jours d'orage               | 0,4       | 0,4       | 0,5       | 0,2       | 0         | 0         | 0,1       | 0,1       | 0,4       | 0,3       | 0,3       | 0,3       | 3,4       |

| Diagramme climatique                                  |        |           |           |          |          |       |           |            |           |           |          |
| J                                                     | F      | M         | A         | M        | J        | J     | A         | S          | O         | N         | D        |
| 7,51,147                                              | 81,367 | 10,22,758 | 11,83,518 | 14,55,87 | 18,99,90 | 23140 | 22,613,85 | 18,610,413 | 14,36,937 | 11,14,554 | 8,82,460 |
| Moyennes : • Temp. maxi et mini °C • Précipitation mm |        |           |           |          |          |       |           |            |           |           |          |

### Faune et flore

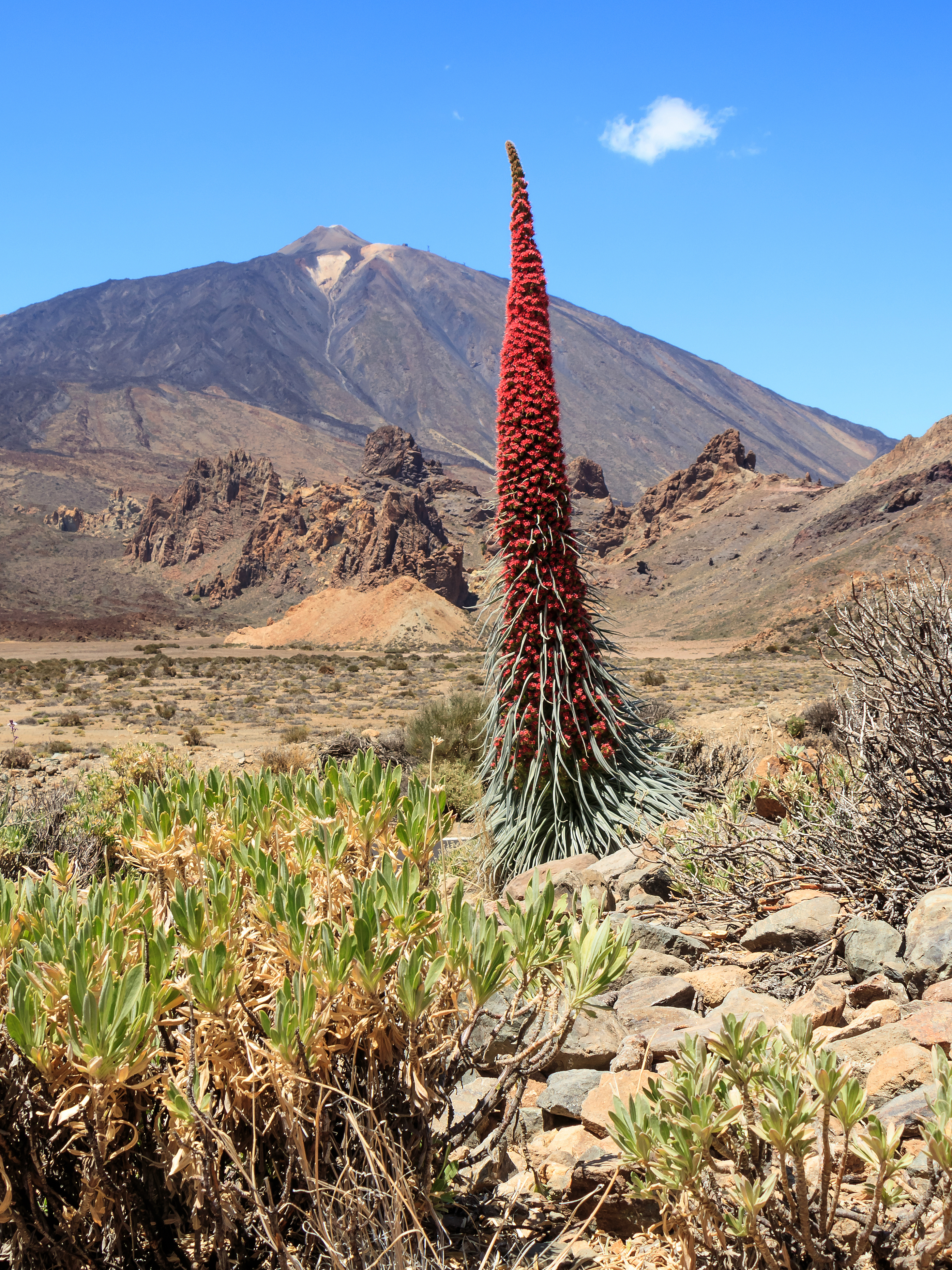
Vipérine de Tenerife devant le Teide.

Le Teide est dans l'écorégion terrestre du WWF des forêts et forêts claires arides des îles Canaries. Cette écorégion est particulièrement riche, avec un haut degré d'endémisme lié à l'insularisation écologique caractéristique des îles océaniques. La biodiversité est cependant plus élevée que pour beaucoup d'îles océaniques du fait de la grande variété de microclimats, mais aussi d'une certaine proximité avec le continent africain, ayant permis à de nombreuses espèces de s'installer tout en étant suffisamment isolées pour permettre la radiation évolutive. Ces effets sont d'autant plus importants pour le Teide et sa caldeira, qui forment un environnement unique au sein de l'archipel. Ainsi certaines espèces de plantes vasculaires sont endémiques de la caldeira, c'est-à-dire qu'elles n'apparaissent nulle part ailleurs dans l'archipel ou en dehors. Ces espèces proviennent parfois de l'adaptation aux milieux montagnards de plantes de basse altitude mais parfois, comme pour Stemmacantha cynaroides, elles ont pour origine des plantes de l'Atlas, qui est le milieu alpin le plus proche des îles Canaries. Si la distance entre Tenerife et l'Atlas est trop importante pour imaginer une propagation directe, les anciennes îles de l'archipel, maintenant submergées, qui avaient probablement aussi des milieux montagnards, ont probablement servi de relais, la flore suivant ainsi l'évolution du volcanisme des îles Canaries d'est en ouest.
Au sein des frontières du parc national du Teide, correspondant approximativement au volcan et à la caldeira, ont été recensées 168 espèces de plantes vasculaires, dont 58 endémiques des îles Canaries et 33 de Tenerife, parmi lesquelles 12 ne se trouvent que dans le parc. Le paysage de la caldeira est dominé par les buissons de Adenocarpus viscosus, de Pterocephalus lasiospermus et de genêt du Teide (Cytisus supranubius), ce dernier atteignant jusqu'à 3 000 m sur les pentes de la montagne. Une des espèces emblématiques du volcan est la violette du Teide (Viola cheiranthifolia), qui ne se trouve qu'entre 2 400 et 3 600 m d'altitude. Beaucoup de ces plantes ont des adaptations spécifiques pour le climat de la caldeira, avec souvent des buissons ronds aplatis qui résistent mieux au vent et des petites feuilles ou des poils qui limitent l'évaporation et réduisent l'impact de l'insolation.

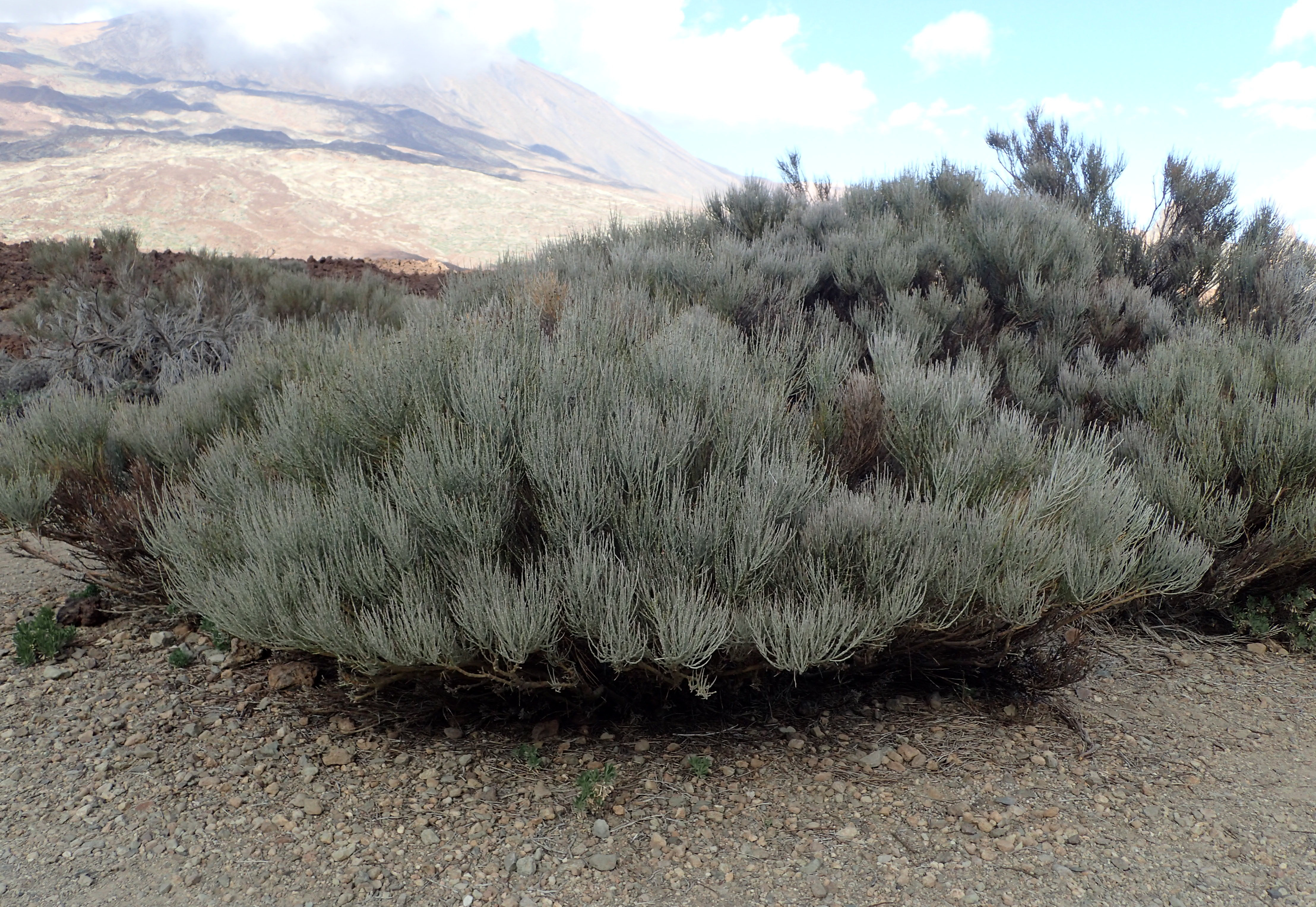
Genêt du Teide dans la caldeira.
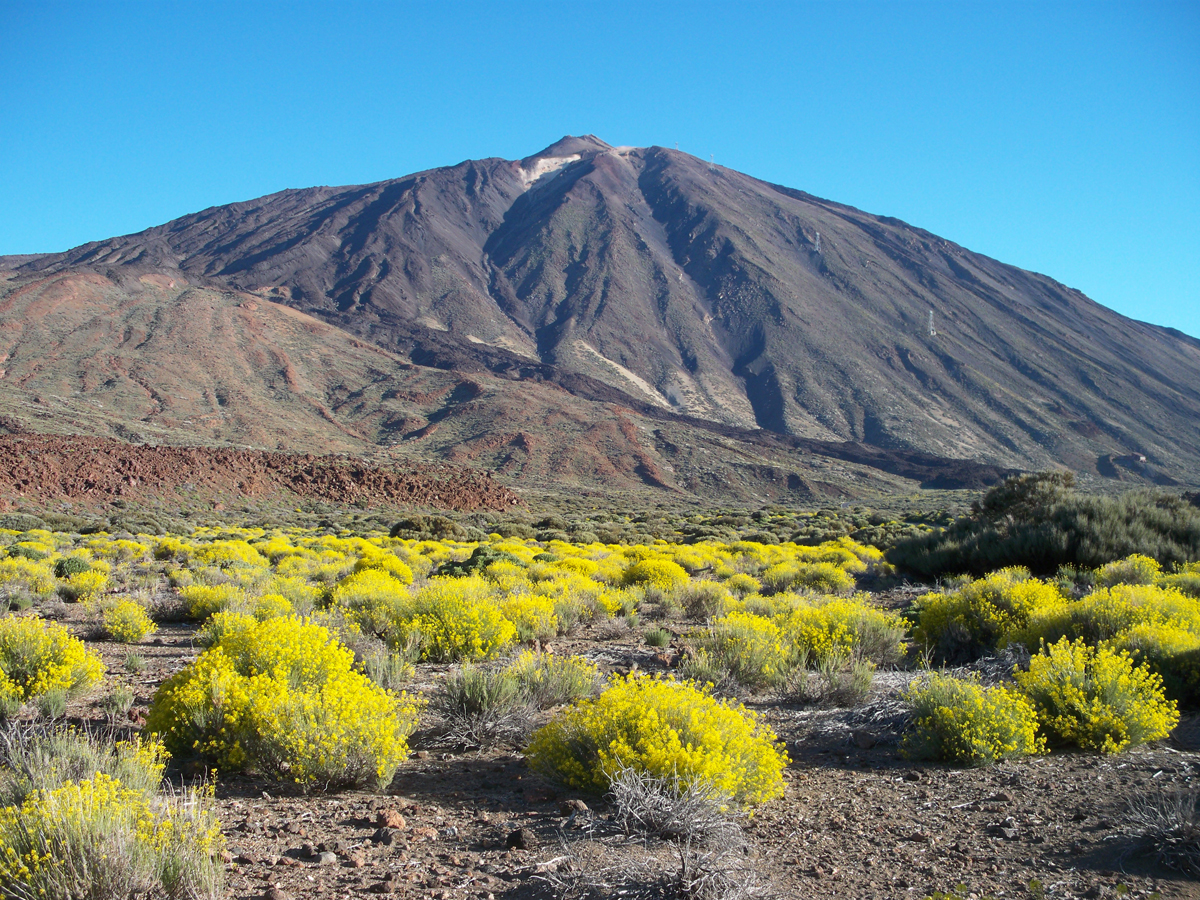
Descurainia bourgaeana.
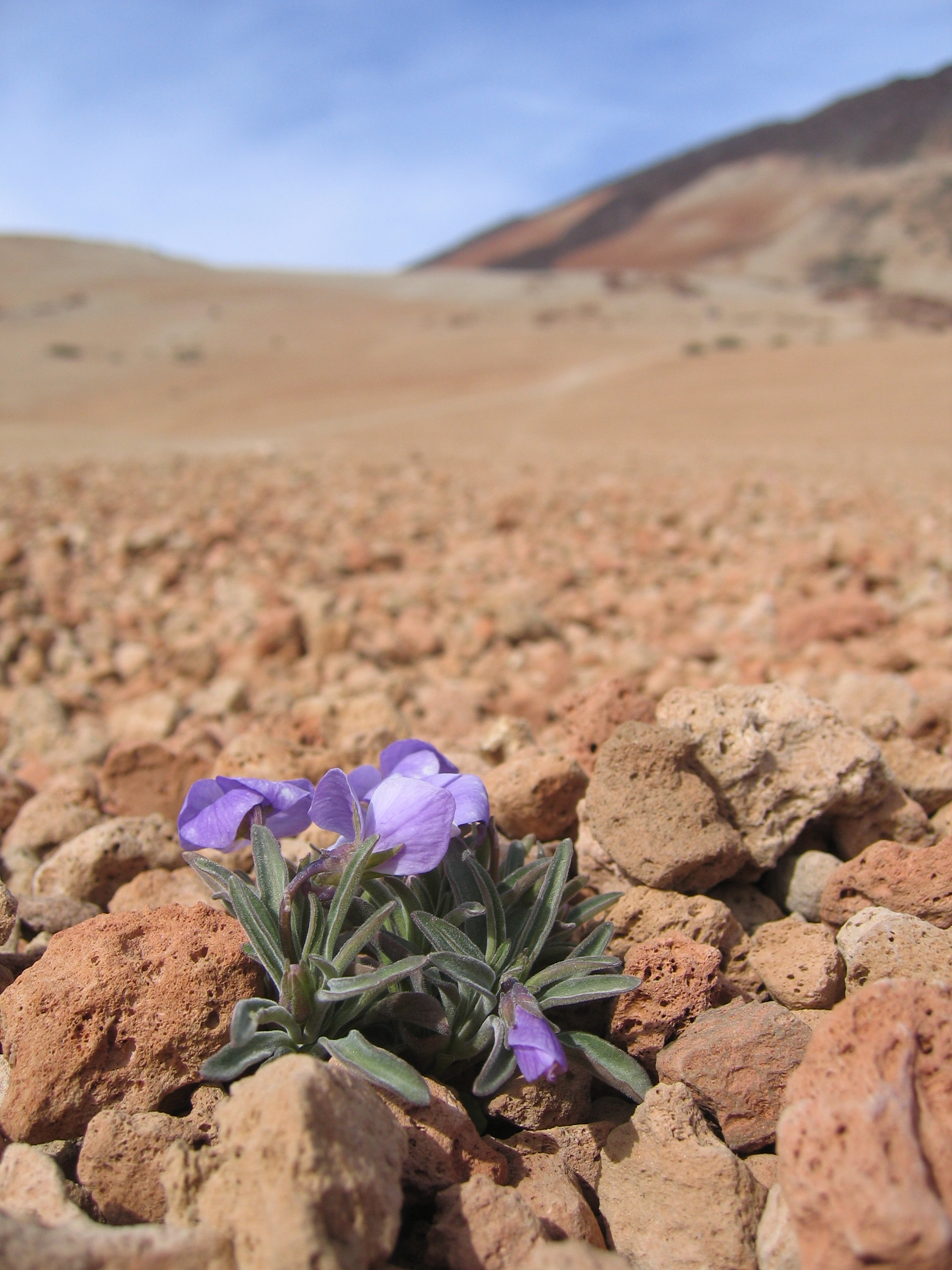
Violette du Teide au pied du volcan.

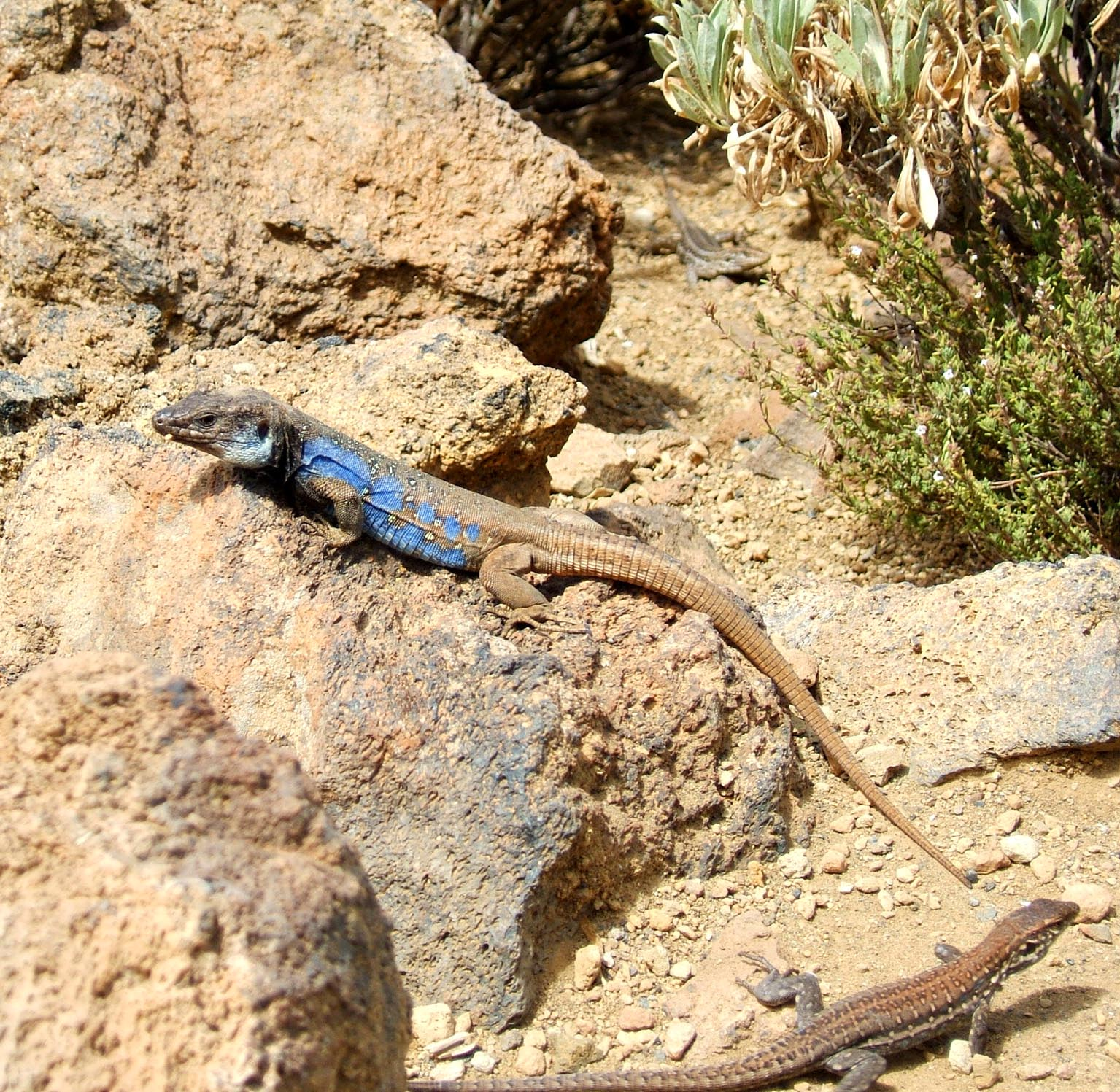
Gallotia galloti au Teide.

La faune la plus notable de la caldeira est la faune d'invertébrés. Il existe cependant quelques espèces de vertébrés, dont plusieurs sont endémiques. En particulier, le lézard Gallotia galloti est très facile à observer, en particulier au printemps et en été. Parmi les oiseaux, le plus commun est le faucon crécerelle (Falco tinnunculus canariensis), mais on trouve aussi quelques espèces endémiques comme le pinson bleu (Fringilla teydea), qui est un symbole du parc.
En ce qui concerne les invertébrés, les groupes les plus représentés dans le parc national sont les coléoptères, les hémiptères, les diptères, les hyménoptères et les arachnides avec respectivement 195, 167, 163, 105 et 102 espèces. Plus de 40 % des espèces sont endémiques des îles Canaries, dont 70 exclusives à la caldeira. La région offre des environnements uniques pour les invertébrés, tels que les crevasses et autres cavités dans la lave, qui abritent des espèces uniques, adaptées à ces milieux très particuliers. Beaucoup d'espèces sont aussi associées à la flore caractéristique, et apparaissent en particulier durant les floraisons de printemps.

## Histoire

### Histoire éruptive

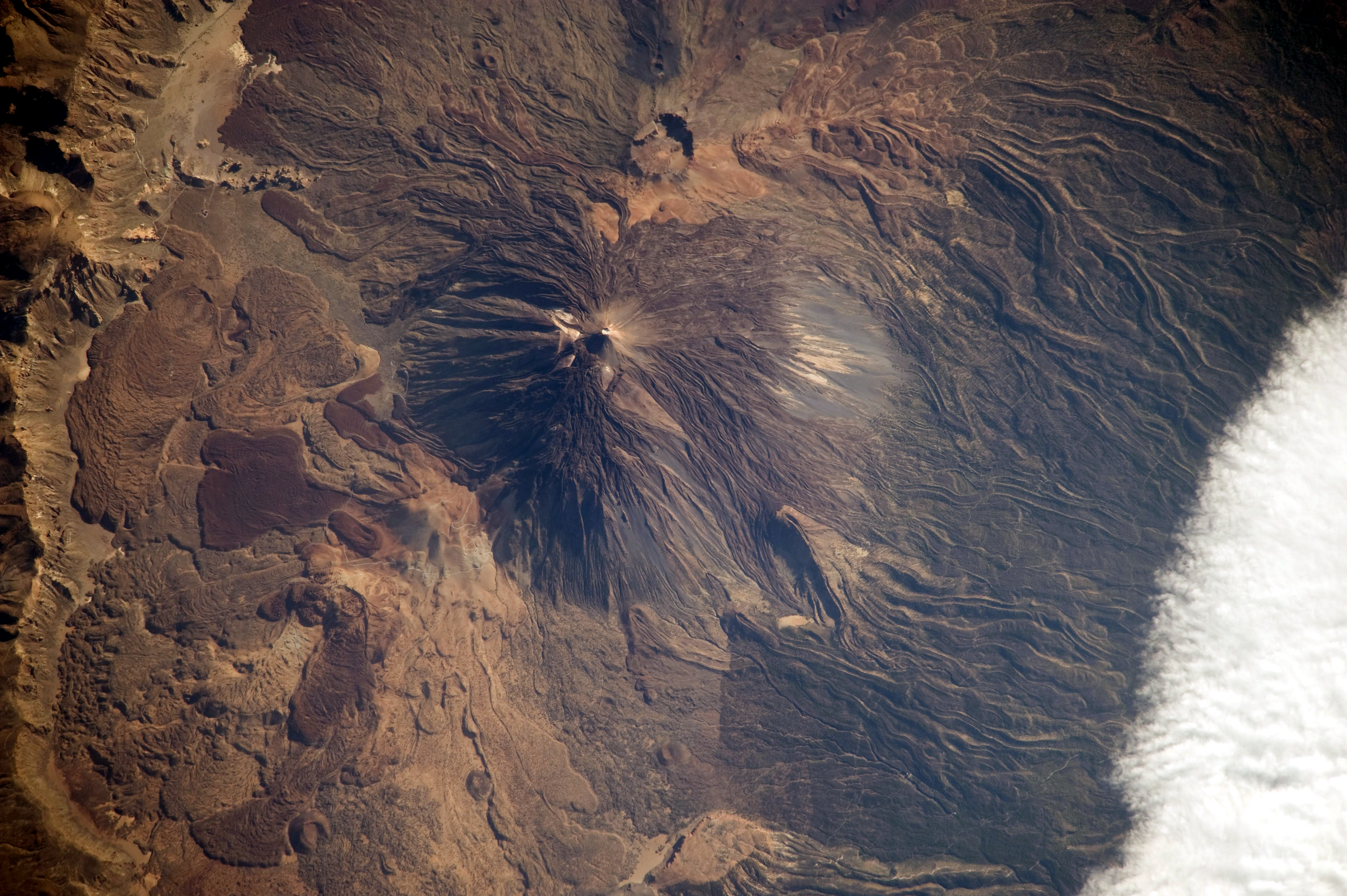
Le Teide vu de l'espace, avec le nord vers la droite. On voit bien les différentes coulées de lave se superposant dans le paysage.

L'activité volcanique du complexe volcanique du Teide a été relativement soutenue durant les derniers 2 000 ans. Cependant, il convient de différencier les éruptions du Teide lui-même des éruptions des rifts adjacents, se distinguant en particulier par la composition des magmas. Les rifts émettent en effet une lave plus primitive, typiquement basaltique, tandis que le volcan central émet une lave différenciée, mais les mélanges sont fréquents, ce qui rend difficile une catégorisation absolue. Ces éruptions ont été datées à l'aide de la radiochronologie et autres méthodes scientifiques, mais aussi par la tradition orale et les toponymes des populations indigènes, les Guanches, et les écrits des Européens, navigateurs qui utilisaient le Teide comme point de repère ou colons espagnols,. Cependant, dans certains cas, ce que les marins interprétaient comme des éruptions étaient en fait simplement des nuages orographiques proches du sommet.

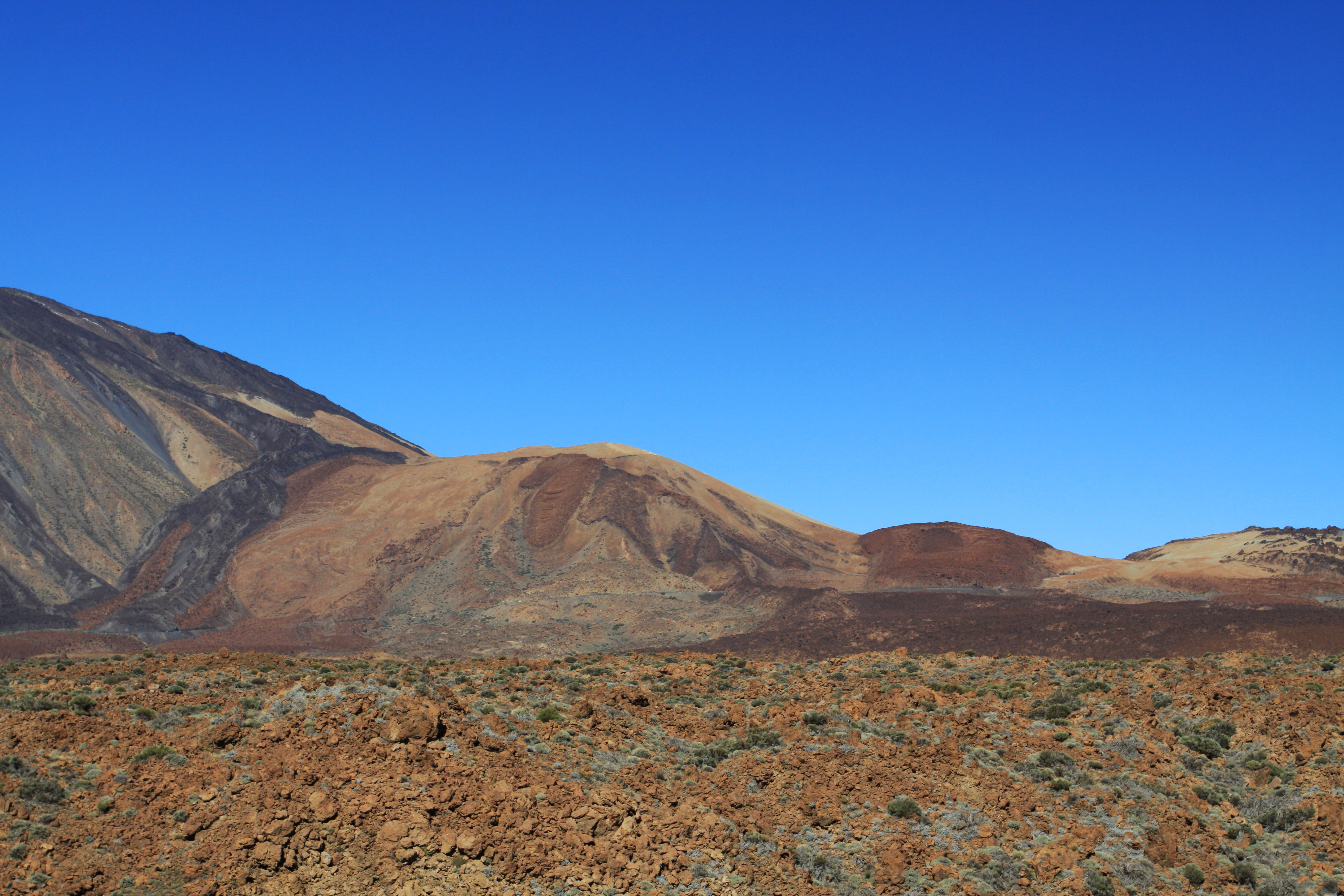
Montaña Blanca et dômes secondaires. Les Lavas Negras sont aussi visibles à gauche, sur les flancs du Teide.

Les éruptions préhistoriques (0 - 1492 apr. J.-C.) sont principalement associées au volcan central. Elles émettent en général des laves phonolitiques, plutôt claires, et sont de longue durée et parfois explosives, ce qui explique le nom Echeide (enfer) que les Guanches ont attribué au volcan. La plus ancienne de ces éruptions est celle de Montaña Blanca, qui date d'environ 2 000 ans AP. Il s'agit en réalité de huit évènements éruptifs qui ont eu lieu directement sur le plancher plat de la caldeira, juste à l'est du Teide, et ont formé donc un ensemble de dômes, dont le principal est celui de Montaña Blanca. Il s'agit d'éruptions subpliniennes, projetant des lapilli et bombes de ponce. À peu près à la même période, une autre éruption a lieu à Los Hornitos, datée d'entre 39 av. J.-C. et 209 apr. J.-C., mais il s'agit d'une éruption de rift, sur la partie occidentale de la caldeira, avec des laves basaltiques. L'éruption suivante est celle de Roques Blancos (environ de 85 à 387 apr. J.-C.). Contrairement à Montaña Blanca, celle-ci a lieu sur la pente occidentale du Teide et donne donc lieu à un dôme principal prolongé de coulées vers le nord-ouest. La lave phonolitique est visqueuse, ce qui explique la morphologie de ces coulées, dont certaines  sont épaisses de plusieurs dizaines de mètres, mais elle parcourt des distances très importantes, atteignant la mer à 14,7 km de là. Ces coulées ont des chenaux très marqués. Une autre caractéristique de ces laves est l'importante quantité d'obsidienne.
Entre environ l'an 660 et 940 a eu lieu la dernière éruption du sommet du Teide. Cette éruption est à l'origine du cratère sommital actuel, élevant le Teide d'un peu plus de 200 m, mais surtout d'un vaste épanchement radial de lave, les Lavas Negras (les laves noires), couvrant 32,8 km2. Ces laves doivent leur couleur noir intense à l'obsidienne qui domine largement. Enfin, la dernière éruption felsique du complexe volcanique du Teide est celle de Montaña Reventada, entre l'an 900 et 1210, formant un alignement d'évents volcaniques proches de Pico Viejo. Les laves sont en réalité issues d'un mélange entre les laves felsiques du Teide et celles basanitiques du rift nord-ouest, avec cependant des interfaces marquées entre les deux compositions, ce qui est interprété comme l'émission de deux laves différentes qui se seraient rencontrées dans les cheminées juste avant l'éruption. Ceci n'est pas un fait unique dans l'histoire de Tenerife, des mélanges similaires étant observés par exemple dans le volcan Cuevas Negras non loin du Teide.
Toutes les éruptions suivantes sont des éruptions effusives des rifts, commençant par l'éruption de Boca Cangrejo en 1492 observée par Christophe Colomb lors de son célèbre voyage, celles de Arafo, Fasnia et Siete Fuentes (1704-1705), celle de Garachico (1706), Chahorra (1798) et finalement, la dernière éruption en 1909 à Chinyero. L'éruption de 1798 est cependant elle aussi influencée par un mélange avec les magmas différenciés du Teide, donnant lieu à des laves de téphri-phonolites, et à un comportement un peu plus explosif, en particulier sur l'évent supérieur, l'évent inférieur étant uniquement effusif. Elle est à l'origine des Narices del Teide (« narines du Teide ») sur le flanc ouest de Pico Viejo.

### Époque guanche
Les premiers habitants de Tenerife arrivent dans la première moitié du premier millénaire avant l'ère commune. Il s'agit des Guanches, un peuple d'origine nord-africaine lié aux Berbères. Ils habitaient surtout le long des côtes et dans les régions de moyenne altitude. L'archéologie indique que le Teide et ses environs n'étaient habités que de façon temporaire, souvent saisonnière, avec de nombreux restes d'habitations simples à travers la caldeira. Il s'agit typiquement de petites huttes circulaires ou ovales en pierre, sans ciment, avec un toit fait de branches sèches. Les habitations étaient souvent à proximité de roches ou formations naturelles qui offraient protection contre le climat rigoureux, mais parfois, les Guanches vivaient directement dans des grottes ou cavernes naturelles.
L'occupation de la caldeira était probablement liée à la pâture estivale du bétail, lorsque les pâturages de plus basse altitude sont asséchés. L'élevage était consacré principalement aux chèvres et moutons, et les chiens étaient utilisés pour guider les troupeaux ; ils étaient parfois enterrés aux côtés de leur maître. Si une personne décédait, elle était en général enterrée sur place, et donc on trouve dans la caldeira de nombreuses sépultures. Dans certains cas, en particulier pour les personnes importantes, les corps sont momifiés. Le Teide était une montagne sacrée, l'axis mundi de la cosmogonie guanche, mais aussi la demeure de Guayota, une divinité maléfique, et associé aux enfers (Echeide qui est à l'origine du nom Teide). Il est donc probable que certains rites religieux ont aussi eu lieu sur le site.
Outre l'élevage, les visites près du volcan permettaient aux habitants de l'île de recueillir l'obsidienne, qui en l'absence de métal était très utilisée pour la création d'outils. De façon à ne pas devoir transporter certains objets tous les ans lors de la transhumance, beaucoup d'objets étaient cachés dans des petites crevasses, nombreuses dans ce paysage volcanique.
Les îles Canaries étaient connues des Européens bien avant leur colonisation de l'archipel, probablement depuis l'Antiquité. En particulier, le Teide, visible même à grande distance, était un point de repère important pour les navigateurs européens. En particulier, les îles constituent une étape dans le voyage de Christophe Colomb qui mena à la découverte du continent américain, ce qui consolide leur importance dans cette période des grandes découvertes.

### Époque espagnole

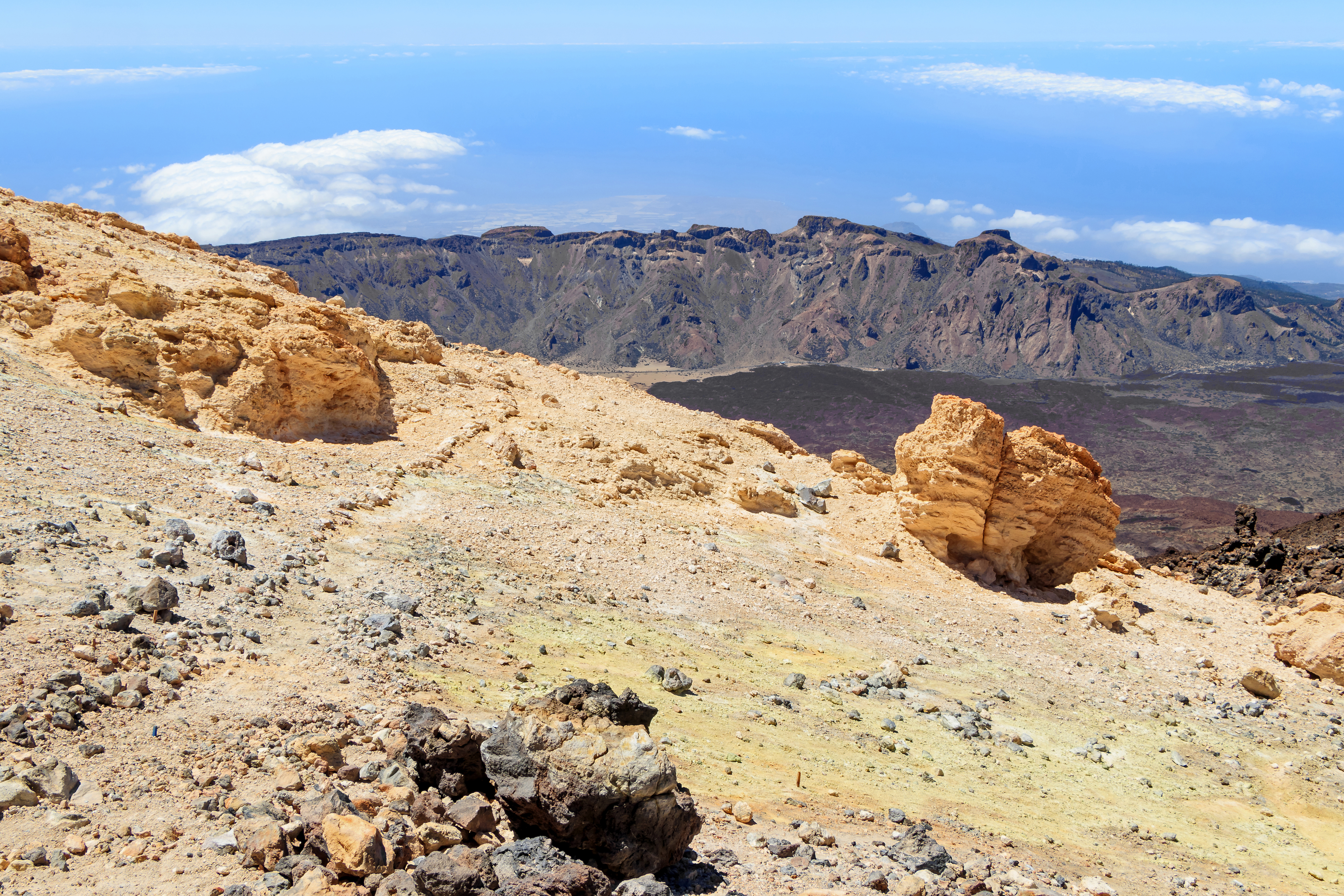
Dépôts de soufre à proximité du sommet du Teide.

À partir de 1494, la couronne espagnole mène plusieurs campagnes aboutissant en 1496 à la conquête de l'île de Tenerife. Les Guanches y survivant sont souvent assimilés, mais ceux vivant à l'écart des principaux peuplements coloniaux parviennent à maintenir leur mode de vie ancestral. Les Espagnols apprennent aussi des indigènes l'art de vivre dans ce terrain particulier, en particulier les techniques d'élevage et, malgré la conquête, il y a donc une certaine continuité dans l'utilisation du Teide et ses environs. Néanmoins, certaines nouvelles activités apparaissent en lien avec les nouveaux besoins de la population de l'île, et finalement, l'exploitation de la zone est un mélange d'activités ancestrales et modernes, avec l'élevage, la collecte de bois et de chaume, la production de charbon de bois et l'apiculture, mais aussi l'exploitation des roches, en particulier le soufre et la ponce. L'importance de l'élevage au Teide augmente après la colonisation, les terrains côtiers étant alors utilisés de façon plus intensive pour l'agriculture. Le bois et le charbon en particulier étaient les sources d'énergies principales de l'île, et la production de charbon dans les montagnes continue jusqu'à la deuxième moitié du XXe siècle. L'extraction du soufre du Teide remonte au XVIe siècle, le soufre étant en particulier utile pour la fabrication de poudre noire. L'exploitation du soufre du cratère prend une ampleur industrielle à partir de la fin du XIXe siècle, et en particulier pendant la Première Guerre mondiale. L'ampleur de l'extraction est telle qu'elle diminue significativement la hauteur du cratère. L'extraction du soufre devient illégale en 1918, mais elle a probablement continué par la suite. La ponce était initialement exploitée en petites quantités et transportée à l'aide d'animaux, mais la construction de routes et l'augmentation des besoins pour l'agriculture et la construction dans l'époque moderne accélère l'extraction, par exemple à Montaña Blanca sur les flancs du Teide. Il existe aussi depuis 1906 une tradition d'utiliser les terres colorées et les fleurs de la caldeira pour créer une vaste composition sur la place centrale de La Orotava lors de la Fête-Dieu,.
Contrairement aux populations guanches, les Espagnols perçoivent le pic comme un élément stable du paysage, parfois même comme un protecteur de l'île, appelé Padre Teide (père Teide). Cela s'explique en grande partie par la forte réduction de l'activité volcanique du volcan central, en particulier l'absence d'éruption explosive.

### Des explorateurs étrangers au tourisme
Dès le début de l'époque espagnole, un grand nombre d'explorateurs et scientifiques étrangers notables viennent visiter les îles Canaries et contribuent énormément à la popularité du Teide à l'échelle mondiale.
La première ascension du Teide n'est pas connue avec certitude. En 1556, le voyageur anglais George Fenner affirme que personne n'a jamais atteint le sommet. En 1590, l'ingénieur italien Leonardo Torriani effectue la première ascension certaine. En 1626, le chevalier anglais Edmund Scory décrit différents chemins pour gravir la montagne et les effets de l'altitude sur le corps. Certaines sources indiquent qu'il aurait vécu sur l'île en 1582, ce qui signifierait que son ascension est antérieure à celle de Torriani, mais il est plus probable qu'il résidait en réalité à Tenerife au début du XVIIe siècle. Certains auteurs affirment aussi que Thomas Stephens a gravi le pic en 1579, durant son escale à Tenerife en route vers les Indes. Une ascension encore plus ancienne est parfois mentionnée, qui aurait été effectuée en 1524 par le Français père Feutrée, bien qu'elle contredise l'affirmation de George Fenner.
À partir du XVIIIe siècle, le volcan attire aussi l'attention des scientifiques de différents domaines. Une des questions initiales est la mesure de l'altitude du volcan, le Teide étant à une époque considéré comme la plus haute montagne du monde. Ceci était particulièrement utile pour la navigation, du fait de l'importance du Teide comme point de repère des navigateurs de l'époque. Louis Feuillée est envoyé en 1724 par l'académie française des sciences, et réalise l'ascension du pic, mais son estimation de l'altitude (4 274 m) est erronée et jamais publiée,. Une valeur plus précise est calculée en 1776 par Jean-Charles de Borda à 3 713 m.

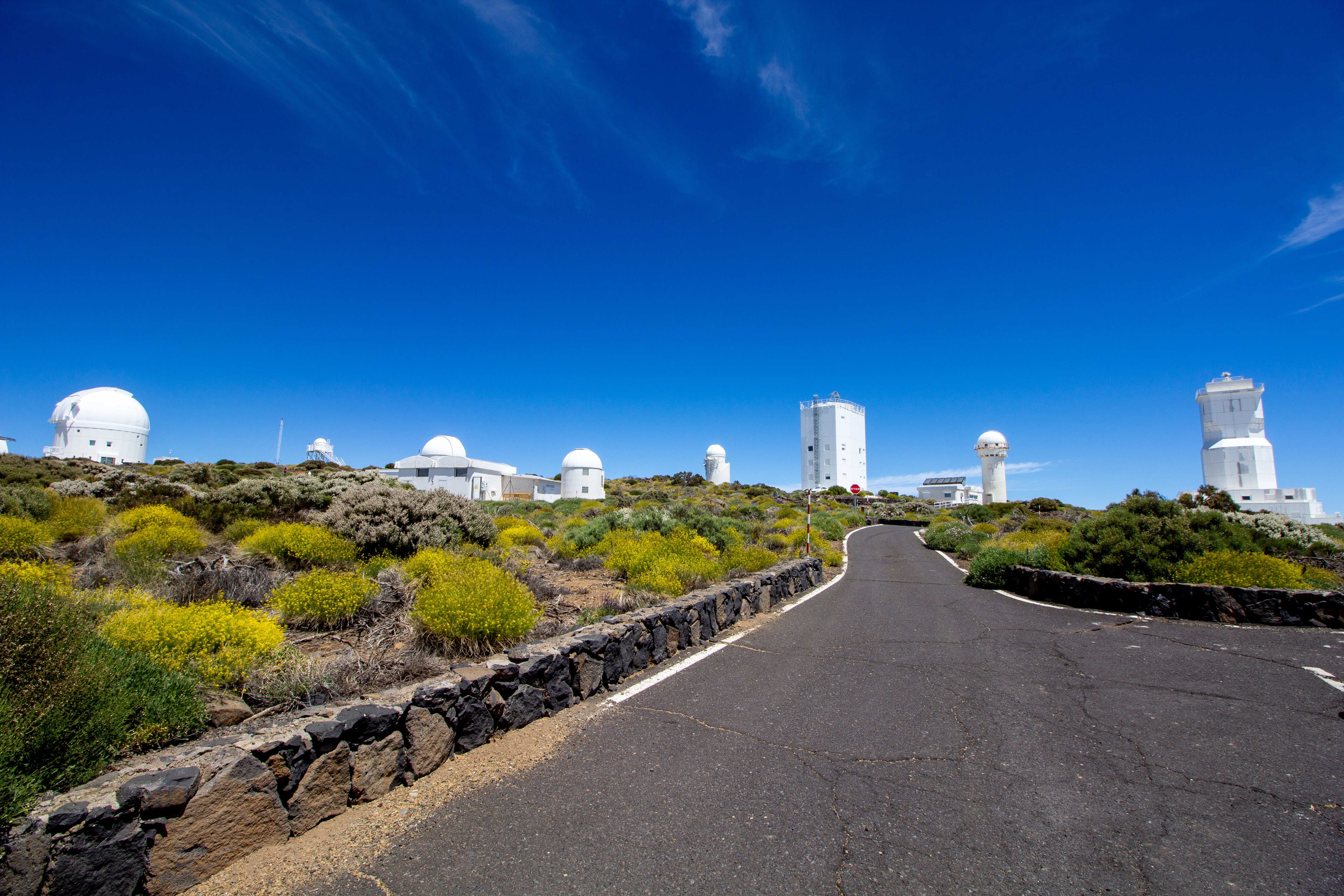
L'observatoire du Teide.

Par la suite, de nombreux naturalistes viennent étudier le volcan, et en particulier des géologues. Ainsi, du fait en partie de sa proximité avec l'Europe, mais aussi en raison de la relative simplicité du volcanisme canarien comparé aux volcans continentaux, le Teide représente un site de recherche de grande importance dans les débuts de la volcanologie comme discipline scientifique. Un des pionniers du domaine, Leopold von Buch visite l'archipel en 1815 et introduit en particulier le terme caldeira (chaudron en espagnol) dans le vocabulaire de géomorphologie. D'autres géologues notables, tels que Alexander von Humboldt, Charles Lyell et Georg Hartung étudient la géologie de Tenerife et contribuent fortement à l'évolution des connaissances scientifiques. Un débat important à l'époque est celui entre le neptunisme, qui suppose que toutes les roches sont issues de précipitations dans les océans, et le plutonisme qui affirme que les roches proviennent de la solidification de magma issu des couches intérieures de la terre. L'étude du Teide par von Humboldt et von Buch met fin à la théorie du neptunisme, en prouvant clairement l'origine magmatique des roches. En revanche, von Buch voit dans les îles Canaries un exemple de sa théorie des cratères de soulèvement, selon laquelle les montagnes et volcans étaient formés par soulèvement progressif de la croûte terrestre. Charles Lyell utilise sa propre étude de l'archipel pour contrer cette hypothèse en prouvant que les reliefs sont au contraire créés par accumulation de roches issues d'éruptions successives.
L'importance du site dans les progrès scientifiques s'amenuise dans les années qui suivent, en grande partie du fait de l'absence de groupe de recherche en géologie en Espagne. La création en 1912 de l'observatoire volcanologique d'Hawaï fait définitivement d'Hawaï le principal site d'étude volcanologique au monde,. La recherche au Teide ne reprend sérieusement que dans les années 1960, mais depuis Madrid, ce qui ralentit encore les travaux.
Outre la géologie, la région et ses ciels particulièrement clairs attirent aussi l'intérêt d'astronomes, dont en particulier Charles Piazzi Smyth en 1856 et Jean Mascart en 1910. Cependant, ceux-ci s'installent sur les montagnes voisines, moins hautes mais non actives, et cela aboutit à la création en 1964 de l'observatoire du Teide de l'institut d'astrophysique des Canaries sur la montagne Izaña (2 390 m), à l'est du Teide.
Le tourisme au Teide se développe à partir de la fin du XIXe siècle, avec la publication de livres touristiques en Angleterre. La première infrastructure spécifiquement dédiée au tourisme est le refuge d'Altavista, construit en 1892 sur les flancs orientaux de la montagne, à 3 260 m d'altitude,. C'est aussi à cette même époque que les premiers élans de protection de la nature apparaissent en Espagne, ce qui conduit à la création des deux premiers parcs nationaux du pays en 1918 : le parc national de la Montaña de Covadonga et le parc national d'Ordesa. En 1934, l'ingénieur en chef du district forestier de Santa Cruz fait une demande officielle pour classer le Teide comme parc national. Dans son document, il propose de développer les infrastructures touristiques, avec en particulier une longue route en lacets jusqu'au sommet du Teide. La guerre civile qui éclate en 1936 interrompt le processus. Il faut finalement attendre 1954 pour que le Teide devienne le troisième parc national espagnol et premier sur l'archipel canarien. La création du parc national met rapidement un terme à l'élevage dans la caldeira, qui est perçu comme ayant des effets négatifs sur la flore du parc.
Peu avant la création du parc, la première route bitumée permettant d'atteindre la caldeira est achevée, entre La Orotava et Vilaflor (route TF-21), ce qui permet une augmentation considérable des afflux touristiques,. Les deux centres d'accueil des visiteurs, El Portillo et Parador de Cañadas del Teide sont construits peu de temps après sur la route, de part et d'autre du volcan, et enfin le téléphérique du Teide est inauguré en 1971.

## Prévention

### Risques

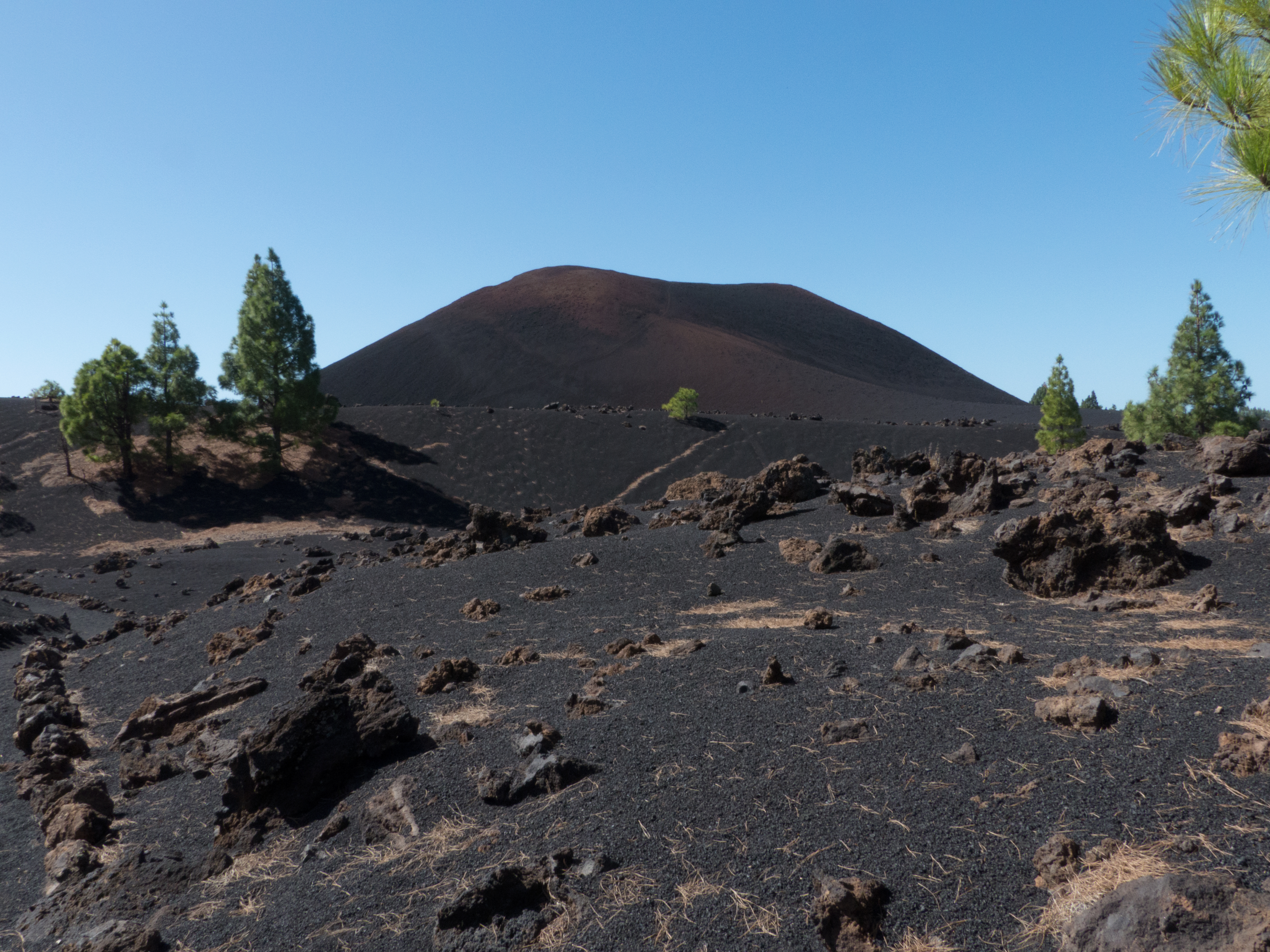
Le volcan Chinyero, issu de la dernière éruption sur l'île, en 1909.

Les dommages associés au volcanisme du Teide sont relativement modérés, avec des éruptions peu fréquentes. Ceci est en particulier dû au fait que Tenerife est dans sa phase de réjuvénation, l'activité étant supérieure dans la phase bouclier, par exemple pour les îles de El Hierro et La Palma. Durant les derniers siècles, l'essentiel de l'activité volcanique de Tenerife a eu lieu au niveau des rifts, en particulier le rift nord-ouest. Le rift nord-est est en déclin, avec une seule éruption récente notable, en 1704-1705. Les laves du Teide et des rifts ont le potentiel de couler sur les 10 à 15 km nécessaires pour rejoindre la côte, où se situent les principales densités de population. Cependant, la capitale Santa Cruz de Tenerife, les plus grandes villes, le port et l'aéroport de Tenerife-Nord sont principalement situés dans l'est de l'île, et donc peu exposés aux zones de volcanisme les plus actives. Ceci est probablement lié au fait qu'historiquement, les habitants évitaient les laves rugueuses (malpaíses, les mauvais pays) que forme le volcanisme récent. Dans la seconde moitié du XXe siècle, la partie sud de l'île a aussi subi d'importants développements, mais cette section est elle aussi à l'abri des coulées de lave grâce aux contreforts de la caldeira. Certaines portillos, des brèches dans le mur de la caldeira, pourraient permettre des coulées de lave vers le sud, mais cela nécessiterait des grands volumes de lave, et c'est donc un événement peu probable. Finalement, le risque associé aux écoulements de lave est très localisé dans la section nord-ouest, à l'exception de l'extrémité nord-ouest protégée par le massif de Teno. Les éruptions felsiques du Teide lui-même peuvent être plus dangereuses, ayant le potentiel d'être explosives, comme durant l'éruption des Montaña Blanca. Selon la direction des vents, une telle éruption pourrait être dévastatrice pour les habitants de l'île, même si ce type d'évènement est relativement rare dans l'histoire du volcan. C'est en partie pour cette raison que le Teide a été placé sur la liste des volcans de la décennie par l'association internationale de volcanologie et de chimie de l'intérieur de la Terre, une liste de 16 volcans présentant des hauts risques pour les populations en cas d'éruption.
La sismicité est modérée, avec seulement un séisme de magnitude supérieure à 5 depuis le début des mesures. L'origine de la sismicité dans l'archipel est controversée, certains scientifiques avançant l'hypothèse de l'existence d'une faille allant jusqu'au continent africain, mais l'hypothèse principale l'associe simplement aux mouvements de magma. En 2004, une augmentation de l'activité sismique enregistrée a causé beaucoup d'agitation dans les médias, laissant planer le spectre d'une nouvelle éruption, mais finalement celle-ci n'a pas eu lieu. Malgré tout, la sismicité est un marqueur très utile pour anticiper une éruption volcanique, comme l'a montré l'exemple de l'éruption sous-marine près d'El Hierro en 2011, clairement enregistrée à l'avance par les sismographes.
Finalement, le dernier risque associé au volcan est le risque d'effondrement, similaire aux effondrements qui ont créé les vallées d'Orotava et de Güímar et la caldeira elle-même. Ce type d'évènement est toujours possible, la partie nord étant la principale section à risque. Cependant, les études récentes indiquent que l'édifice volcanique est actuellement stable et ne présente donc pas de risque imminent.

### Surveillance volcanologique

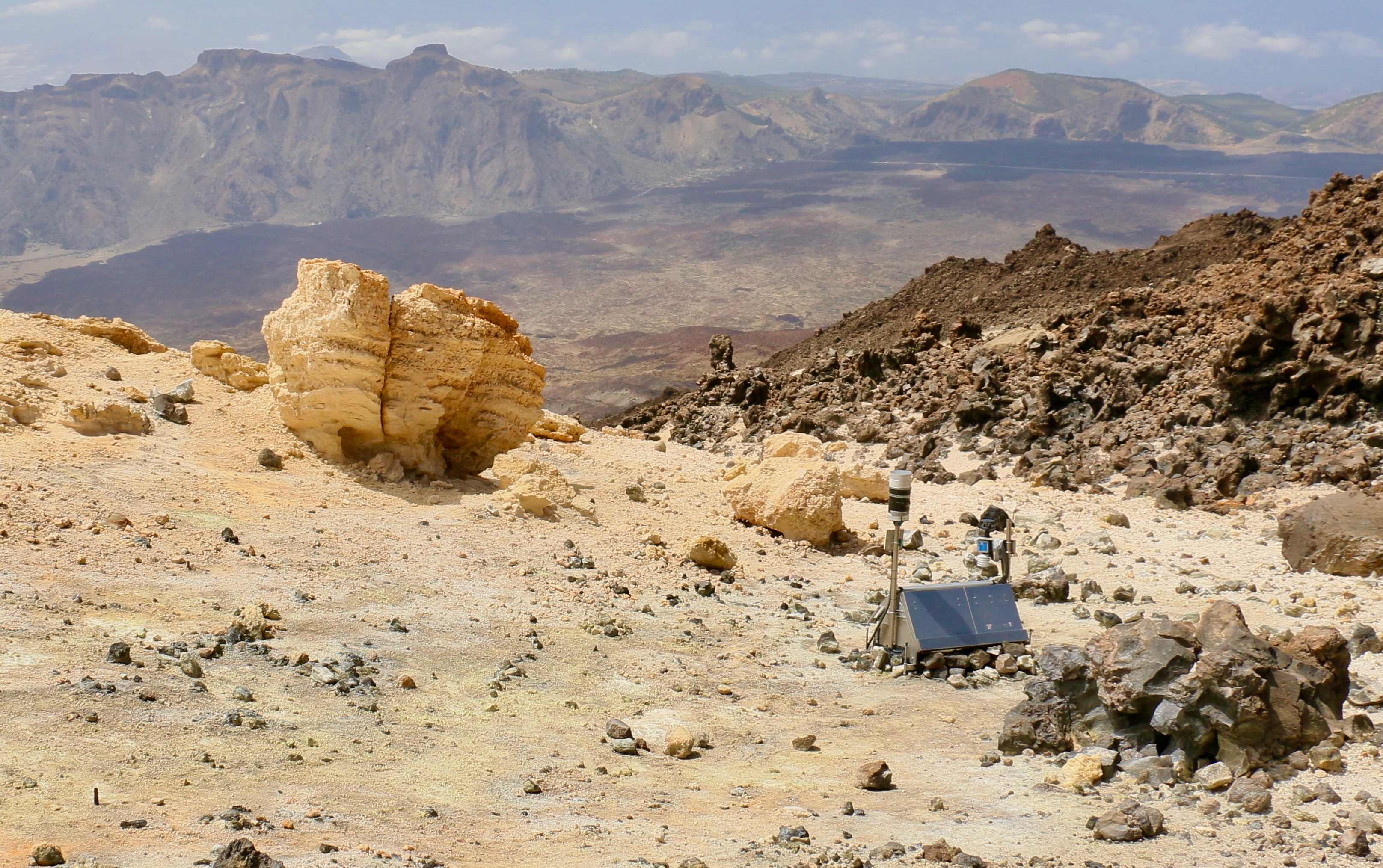
Station automatique de mesures géochimiques sur le sommet du Teide.

Depuis 2004, l'institut géographique national espagnol est chargé de la surveillance du volcanisme des Canaries, en consultation avec les équipes de recherches en volcanologie du conseil supérieur de la recherche scientifique. La surveillance du Teide a été considérablement étendue après l'activité sismique de 2004, mais elle est rendue difficile par le peu de connaissances disponibles sur le volcan du fait d'une surveillance relativement récente. En particulier, du fait du manque de données, il est difficile de savoir si l'activité actuelle est à un niveau normal de repos ou une phase d'activité.
La surveillance est permise par un grand nombre d'outils de mesure divers répartis sur le Teide et le reste de l'île. Ceci permet d'obtenir et corréler des données de sismologie, géodésie (déformations du sol), de géochimie (en particulier mesure des gaz émis), gravimétrie (mouvements de matériaux en profondeur) et de magnétométrie (fluctuations du champ magnétique terrestre),.

## Activités

### Activités traditionnelles

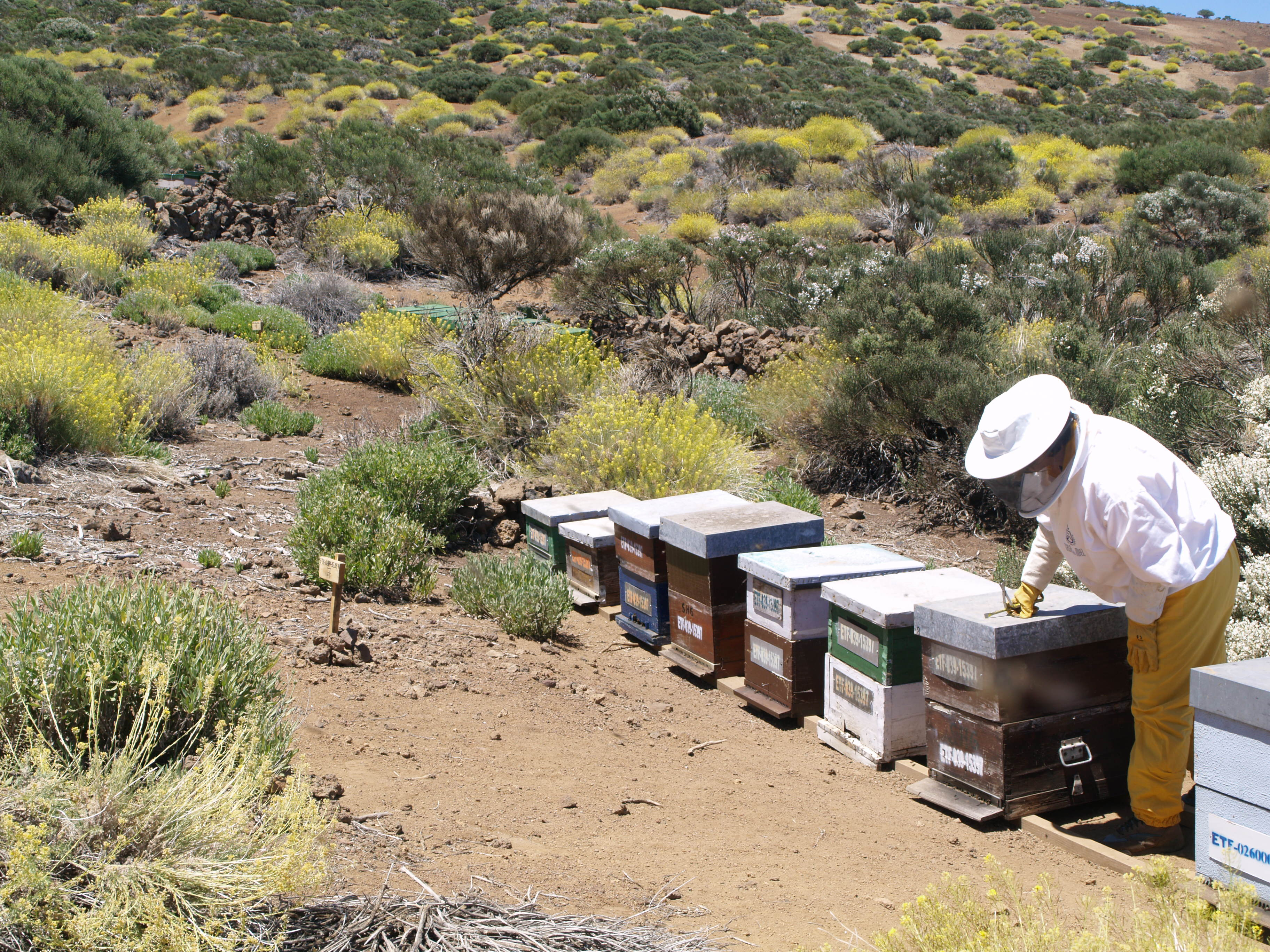
Apiculture dans la caldeira.

Si la déclaration du parc national a restreint certaines activités, en particulier l'élevage, certaines activités traditionnelles sont toujours en pratique, n'étant pas perçues comme contraires aux objectifs de conservation. En particulier, l'apiculture est réglementée mais autorisée dans la caldeira, étant considérée comme positive pour la végétation de la région. Cette activité remonte au XVIe siècle lorsqu'un décret interdit l'activité à proximité des vignes de Tenerife en été, forçant un déplacement des ruches vers les hauteurs de l'île. Cette tradition perdure au XXIe siècle, et ainsi, tous les ans, quelque 1 500 colonies sont transportées au printemps vers la caldeira où elles restent environ 6 mois avant de retourner vers les côtes en automne. L'extraction des fleurs et terres colorées pour la Fête-Dieu à La Orotava est toujours permise, étant pratiquée à petite échelle, et uniquement dans les zones autorisées par l'administration du parc. Enfin, les aquifères de la caldeira sont relativement peu utilisés pour alimenter l'île en eau, mais certaines galeries existent néanmoins, en particulier pour alimenter les zones de hautes altitudes de l'île, dont les infrastructures de la caldeira elle-même. Les règles du parc interdisent cependant toute nouvelle concession, que ce soit pour une nouvelle exploitation ou pour augmenter le volume prélevé des exploitations actuelles.

### Tourisme

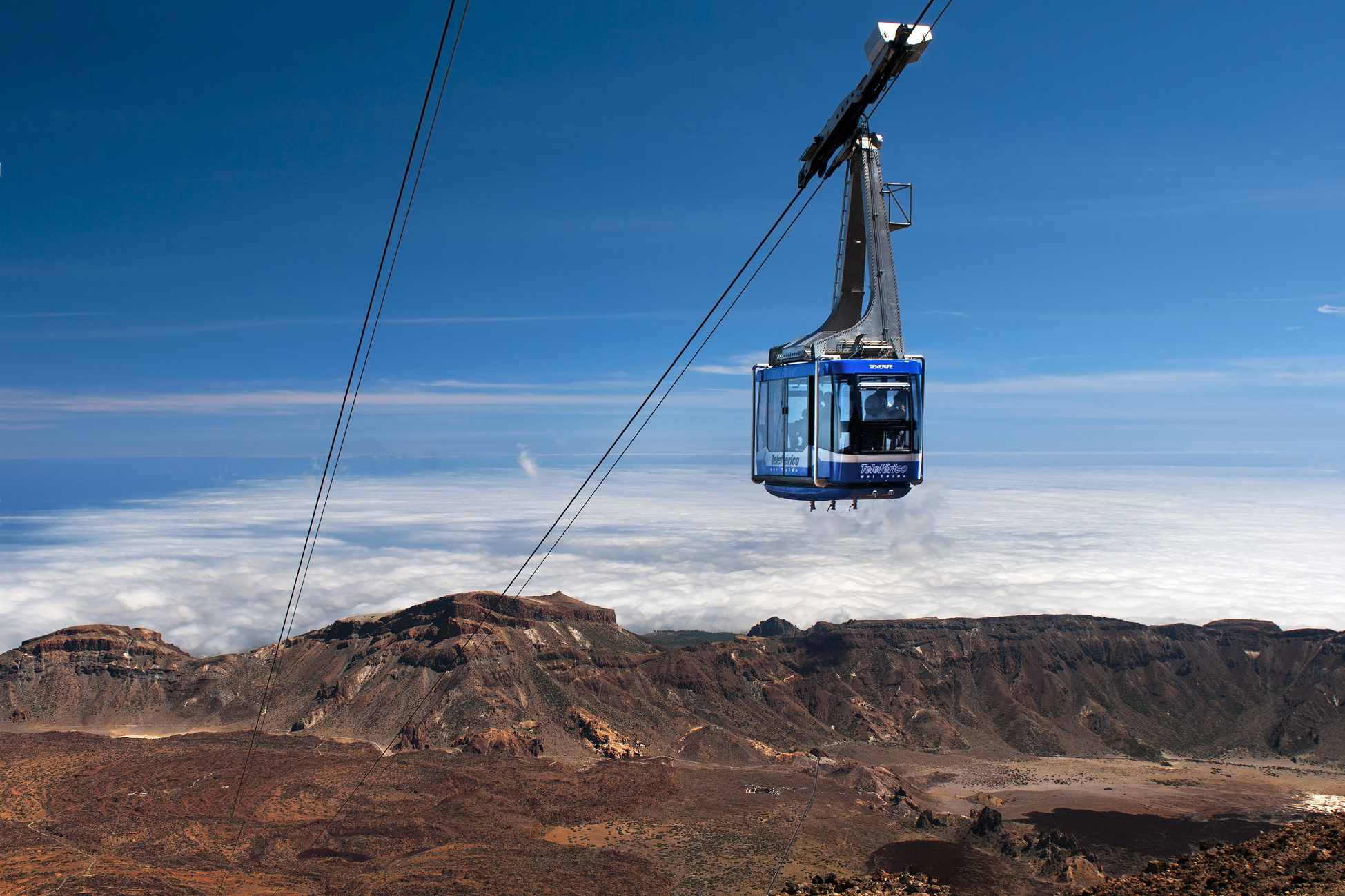
Le téléphérique du Teide avec la paroi de la caldeira en arrière-plan.

Le Teide et l'ensemble du parc national constituent une étape presque incontournable pour les touristes de Tenerife, avec plus de 4,3 millions de visiteurs en 2018, alors que l'ensemble de l'île a reçu 5,8 millions de touristes la même année. Il s'agit du plus important nombre de visiteurs depuis la création du parc, la fréquentation étant en augmentation constante depuis 2010. Le Teide est ainsi devenu le parc national le plus visité d'Espagne, mais aussi l'un des plus visités d'Europe. Les visites sont réparties relativement uniformément au cours de l'année, avec cependant un maximum en août avec par exemple 451 514 visiteurs en août 2018.
Le volcan est accessible via la route TF-21, reliant les zones touristiques du sud-ouest de Tenerife à La Orotava au nord ainsi qu'à la capitale Santa Cruz grâce à une connexion à la route TF-24. Outre la voiture, il est aussi possible de rejoindre le Teide par bus, avec un bus quotidien en provenance de Puerto de la Cruz et La Orotava au nord et un en provenance de Playa de las Américas et Los Cristianos au sud. Le Teide et son parc national comprennent deux centres d'accueil et d'informations pour les visiteurs, un à El Portillo près de l'entrée nord du parc, et celui de Cañada Blanca près de l'hôtel Parador de las Cañadas del Teide et du site touristique des Roques de García, au sud du parc. Le premier est principalement consacré à la nature du parc, en particulier la géologie et la faune et flore, tandis que le second s'intéresse plus à l'histoire humaine. Le centre de Cañada Blanca demeure, début 2021, fermé pour rénovations.
Le volcanisme, et la géomorphologie particulière qu'il a engendrée dans la caldeira, constitue le principal motif de visite dans la zone. Ainsi, les visites dans le parc national se répartissent principalement entre les Roques de García et le volcan Teide lui-même. Il existe plusieurs sentiers de randonnée pour accéder au sommet. Le plus populaire est l'accès par l'est, débutant à Montaña Blanca, rejoignant le refuge d'altitude d'Altavista et s'achevant à La Rambleta, juste en dessous du cratère sommital. Ce sentier a une longueur de 8,3 km pour un dénivelé de 1 187 m. Alternativement, il est possible de monter depuis l'ouest, via Pico Viejo, lui-même accessible par trois différents sentiers depuis la route TF-38 ou les Roques de García. Enfin, il est aussi possible d'accéder à La Rambleta à 3 555 m d'altitude à l'aide du téléphérique du Teide directement depuis la route. La dernière centaine de mètres entre La Rambleta et le sommet doit être effectuée à pied, mais l'accès au sommet après 9 h du matin nécessite d'obtenir une autorisation du parc national. En effet, afin de protéger ce site fragile, mais aussi pour des raisons de sécurité, seules 200 personnes peuvent faire l'ascension durant la journée. Ce problème peut être évité en passant la nuit au refuge d'Altavista et en visitant le sommet avant 9 h.

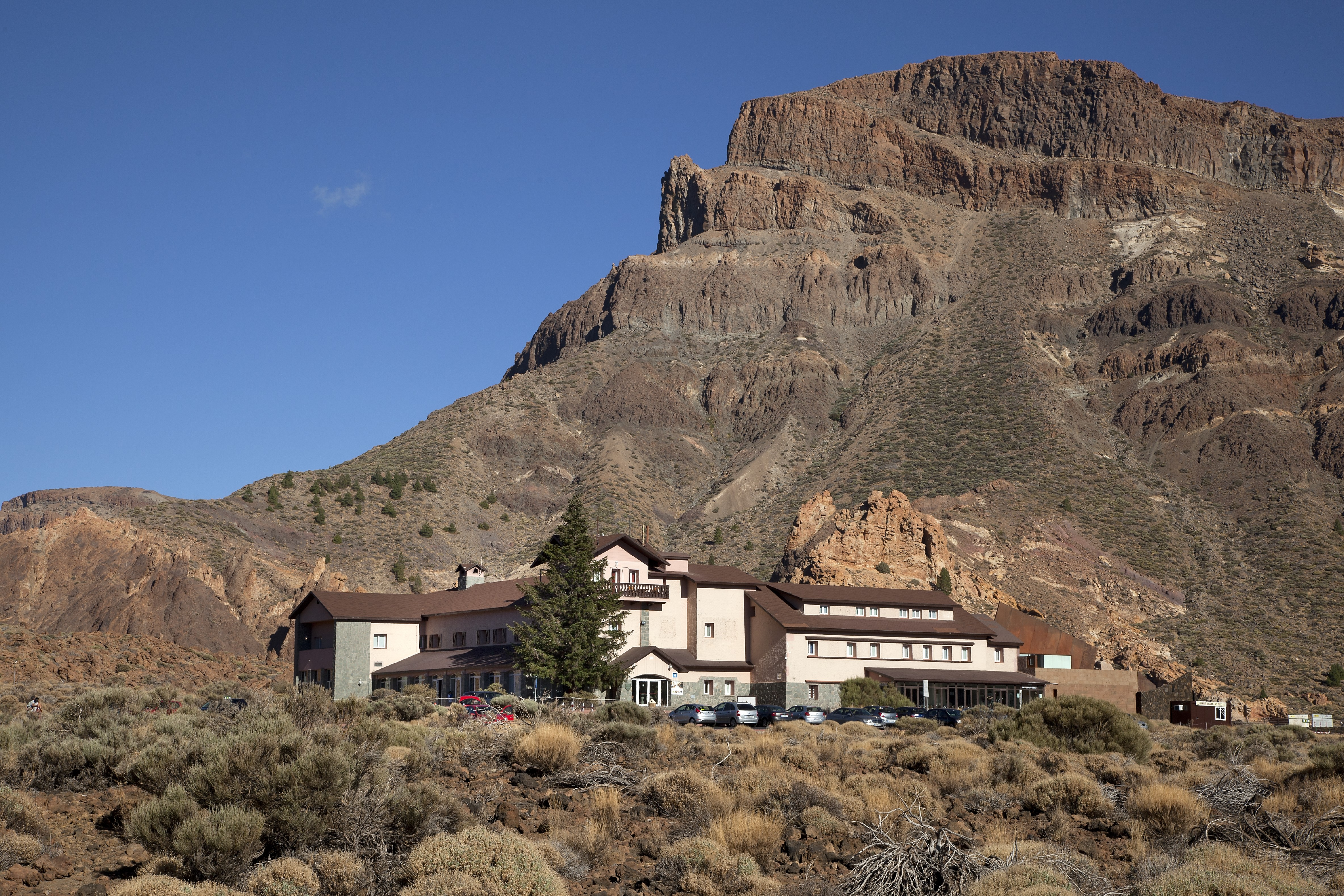
L'hôtel Parador de las Cañadas del Teide et la Montaña de Guajara en arrière-plan.
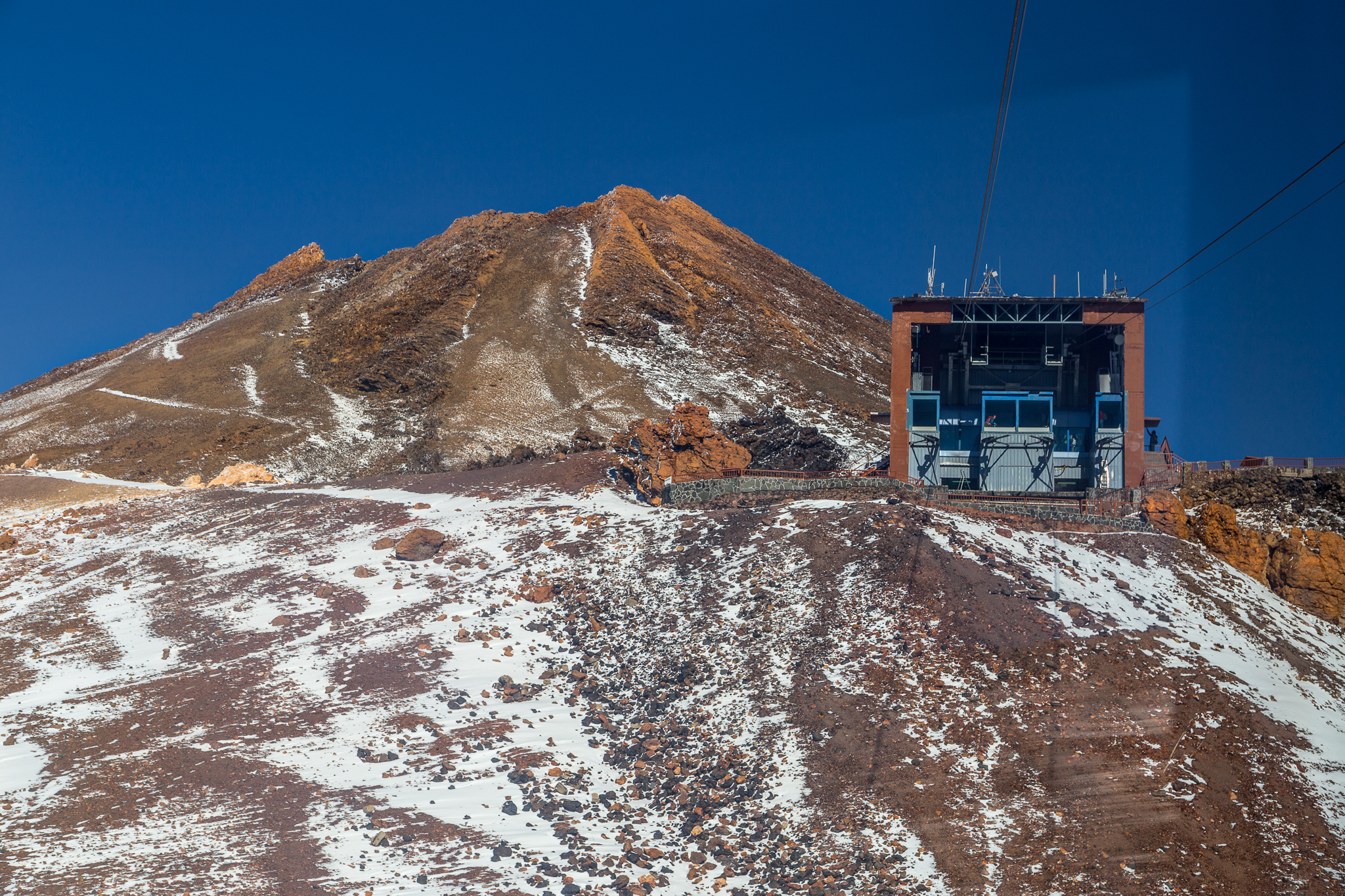
La station de La Rambleta et le cratère sommital du Teide.
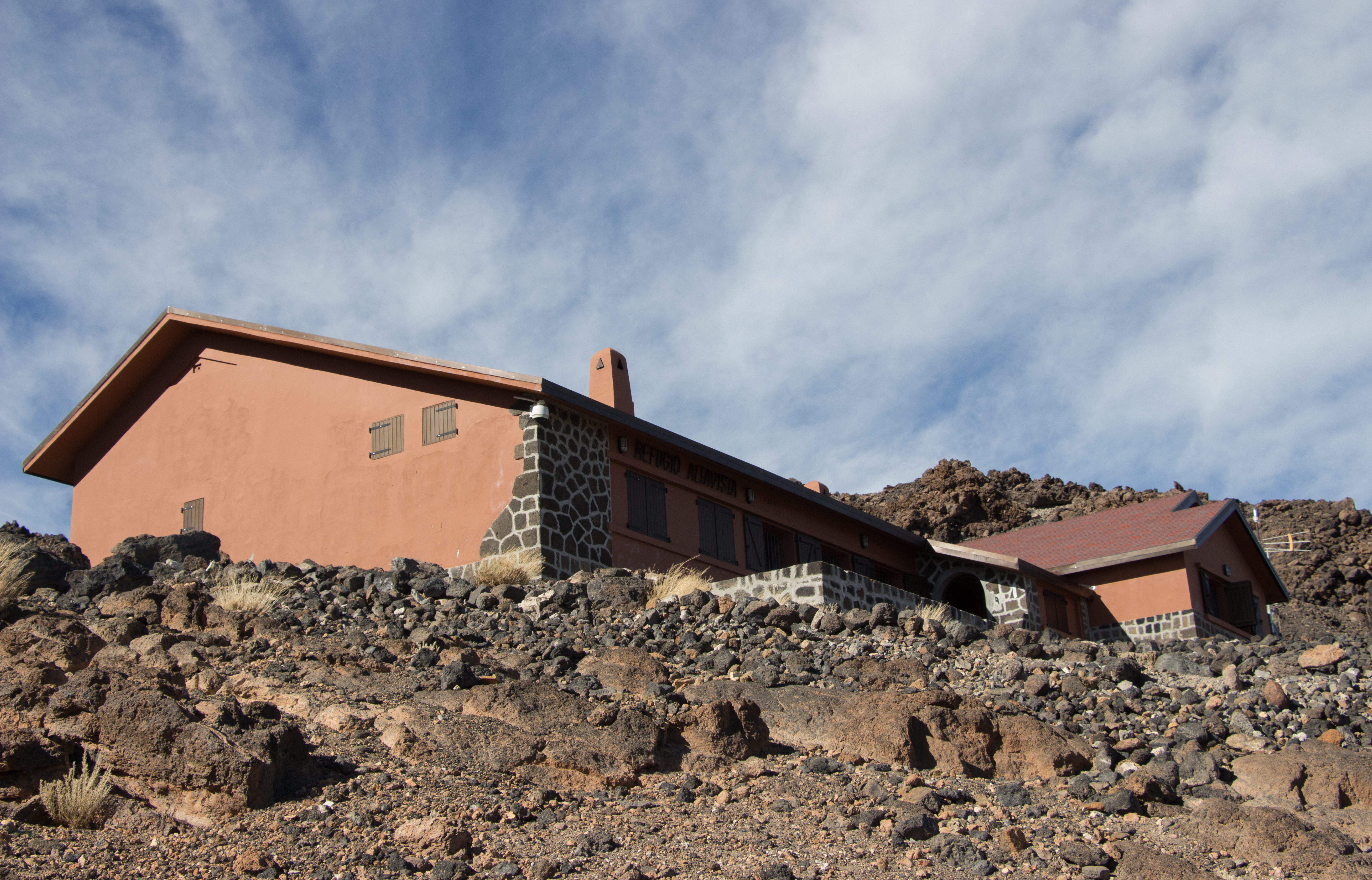
Refuge Altavista, à proximité du sommet du Teide.

### Protection environnementale

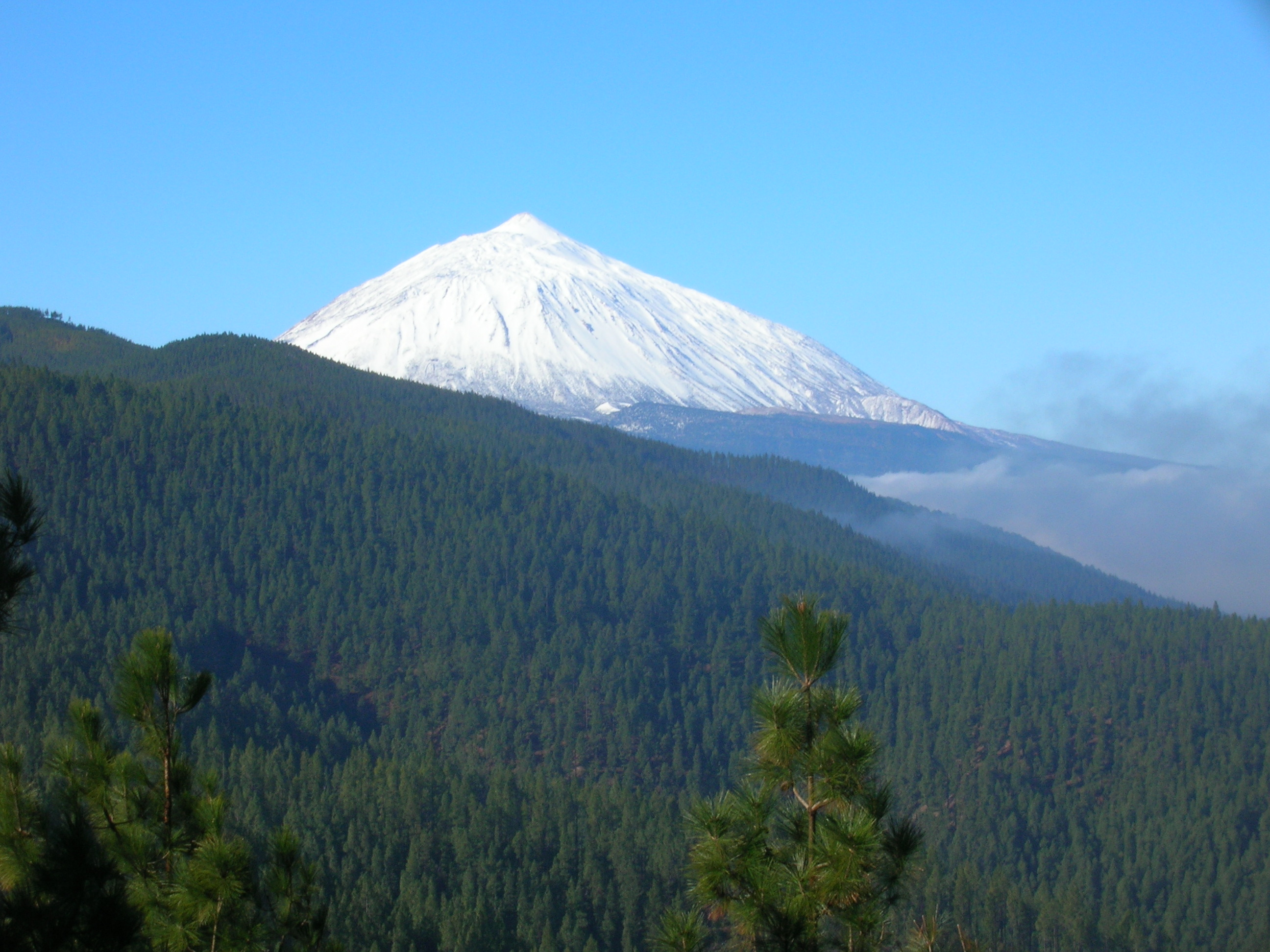
La couronne boisée de la Corona Forestal, formant l'essentiel de la zone tampon dans la classification sur la liste du patrimoine mondial.

Le Teide et sa caldeira sont inclus depuis 1954 dans le parc national du Teide. Les limites du parc ont évolué depuis sa création, initialement de 13 571 ha, auxquels s'ajoute en 1981 une zone périphérique lorsque le statut légal du parc est changé en un régime spécial, il est finalement étendu à 18 990 ha en 2002. Le parc a été récompensé en 1989 par le diplôme européen des espaces protégés du conseil de l'Europe, et ce diplôme a été renouvelé à plusieurs reprises depuis lors. En plus du parc national, le volcan lui-même est classé en 1994 comme monument naturel.
En 2002, en plus de l'extension, les autorités commencent le processus pour enregistrer le parc national sur la liste du patrimoine mondial de l'UNESCO. Il est inscrit sur la liste indicative espagnole en 2005, puis candidate officiellement en 2006, et le processus est couronné de succès avec une inscription sur la liste du patrimoine mondial l'année suivante. Au parc national s'ajoute une zone tampon de 54 128 ha, correspondant à la zone périphérique de 1981 et le parc naturel de la Corona Forestal. Enfin, le parc national fait aussi partie du réseau Natura 2000 à la fois comme zone de protection spéciale et comme zone spéciale de conservation.

## Dans la culture

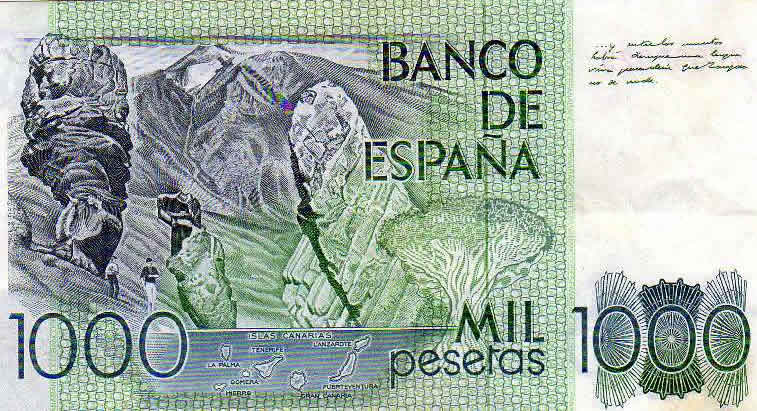
Revers du billet de 1000 pesetas espagnoles de 1979 où figure le volcan Teide.

Depuis l'Antiquité, le Teide a inspiré ceux qui le découvrent. Il a par exemple suscité les légendes des Guanches, premiers habitants de l'île avant l'arrivée des Espagnols au XVIe siècle, selon lesquels ce volcan est habité par le diable Guayota. Les Guanches n'ayant pas laissé de récits écrits, leurs croyances ont été rapportées par les conquérants espagnols. Les Européens de leur côté associent parfois les îles au royaume perdu d'Atlantide, et le Teide serait le mont Atlas de la légende.
Au XXe siècle, le Teide continue encore d'inspirer les artistes. Michel Verne consacre une partie de l'action du roman L'Agence Thompson and Co, qu'il attribue à son père Jules Verne, à l'ascension du sommet par les principaux héros de l'histoire. André Breton consacre au Teide plus du quart de son récit poétique L'Amour fou, publié en 1937. Mike Oldfield compose un morceau instrumental de quatre minutes nommé Mount Teide qui fait partie de son septième album Five Miles Out enregistré en studio en 1982. Enfin, les paysages du volcan et de sa caldeira sont utilisés comme décor naturel dans plusieurs films, tels que Un million d'années avant J.C. (1966), La Chevauchée terrible (1975), Intacto (2001) et Le Choc des Titans (2010).